# Молдова
Молдо́ва, или Молда́вия (рум. Moldova [molˈdova]), официально — Респу́блика Молдо́ва (рум. Republica Moldova) — государство в Юго-Восточной Европе, граничащее с Украиной и Румынией.
Площадь территории — 33 846 км², однако де-факто около 12,3 % территории (непризнанная Приднестровская Молдавская Республика) не контролируется молдавскими властями. Численность населения, по итогам переписи 2014 года, — 2 913 281 человек; по оценке на 1 января 2022 года — ↘2 603 813 человек. Занимает 132-е место в мире по численности населения и 135-е по территории. Не имеет непосредственного выхода к морю, однако порт Джурджулешты на Дунае способен принимать суда класса «река-море» и небольшие морские суда.
Столица — Кишинёв. Административно страна разделена на 32 района, 13 муниципиев, автономное территориальное образование Гагаузия и административно-территориальные единицы левобережья Днестра (Приднестровье).
Государственный язык — румынский (в декларации о независимости от 1991 года названнный «румынским», но затем в период 1994—2023 годов называемый «молдавским» согласно конституции страны).
Бо́льшая часть верующих (90,16 % населения, по данным переписи 2014 года) исповедует православие.
Форма правления в Молдове — унитарная парламентская республика. С 24 декабря 2020 года пост президента занимает Майя Санду. Премьер-министр с 16 февраля 2023 года — Дорин Речан.
Объём номинального ВВП за 2020 год составил $ 11,5 млрд (около $ 4370 на душу населения). Денежная единица — молдавский лей.
Независимость страны от СССР была провозглашена 27 августа 1991 года. С 1918 по 1940 год бо́льшая часть территории нынешней Молдовы находилась в составе Королевства Румынии после того, как местный орган самоуправления Сфатул Цэрий проголосовал за вхождение Молдавской Демократической Республики в его состав.
12 октября 1924 года сессия ВУЦИК приняла постановление об образовании Автономной Молдавской Социалистической Советской Республики в составе Украинской ССР. С 1940 после присоединения Бессарабии входила в СССР под названием Молдавская ССР по 1991 год на правах союзной республики (с 5 июня 1990 года — Советская Социалистическая Республика Молдова).
Член ООН, ОБСЕ, Совета Европы, ВТО, СНГ, ГУАМ и Ассоциированного трио. Официальный кандидат на вступление в Европейский союз.

## Этимология
Название страны — Moldova — произошло от названия реки Молдова, ныне протекающей на северо-востоке Румынии. Согласно легенде, именно в бассейне Молдовы находился первоначальный центр Молдавского княжества.

## География

### Географическое положение

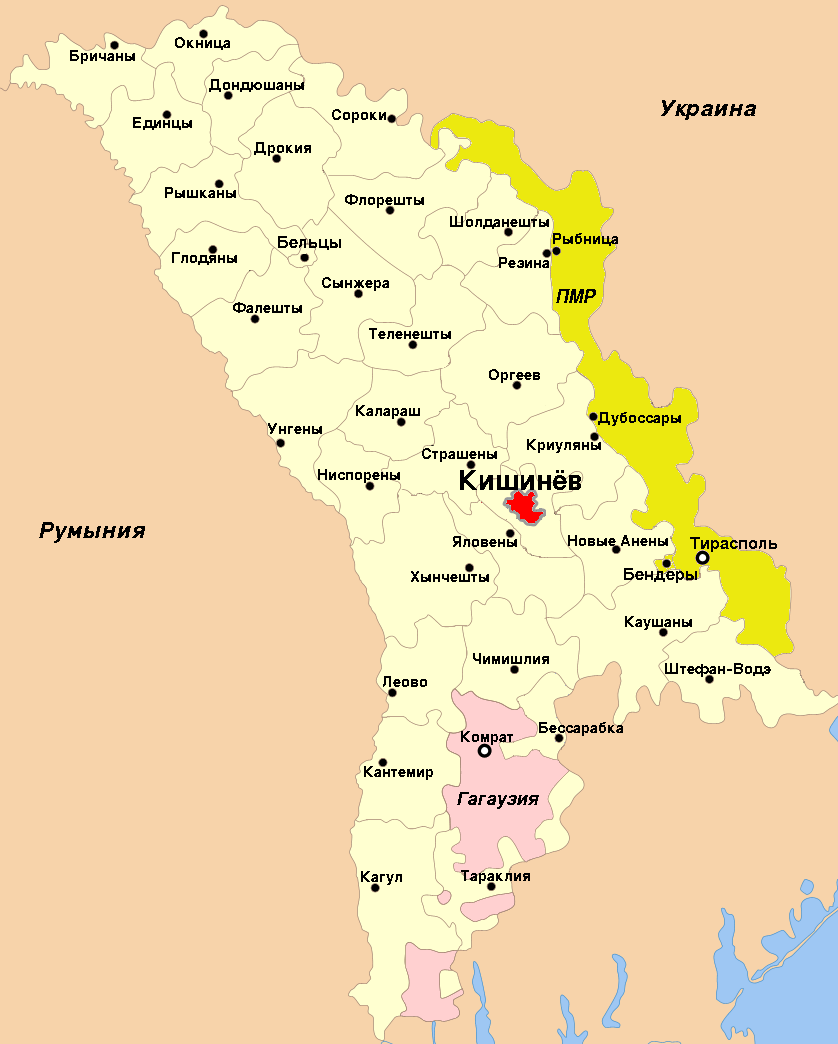
Карта Молдовы

Молдова расположена на крайнем юго-западе Восточно-Европейской равнины, во втором часовом поясе, и занимает бо́льшую часть междуречья Днестра и Прута, узкую полосу левобережья Днестра в его среднем и нижнем течении (Приднестровье), над которым фактический контроль Молдовой был утрачен в начале 1990-х годов, а также около 600 м береговой линии Дуная. Выхода к морю не имеет.
Является придунайским государством и полноправным членом Дунайской комиссии с 26.03.1998 года, имеет право свободного судоходства по Дунаю.
На севере, востоке и юге Молдова граничит с Украиной (Одесская область, Винницкая область, Черновицкая область), на западе — с Румынией.
Площадь страны составляет 33,7 тыс. км². Территория Молдовы простирается с севера на юг на 350 км, с запада на восток — на 150 км.
Крайние точки страны: на севере — село Наславча (48°29' с. ш.), на юге — село Джурджулешть (45°28' с. ш.), на западе — село Крива (26°30' в. д.), на востоке — село Паланка (30°05' в. д.).

### Физико-географическая характеристика

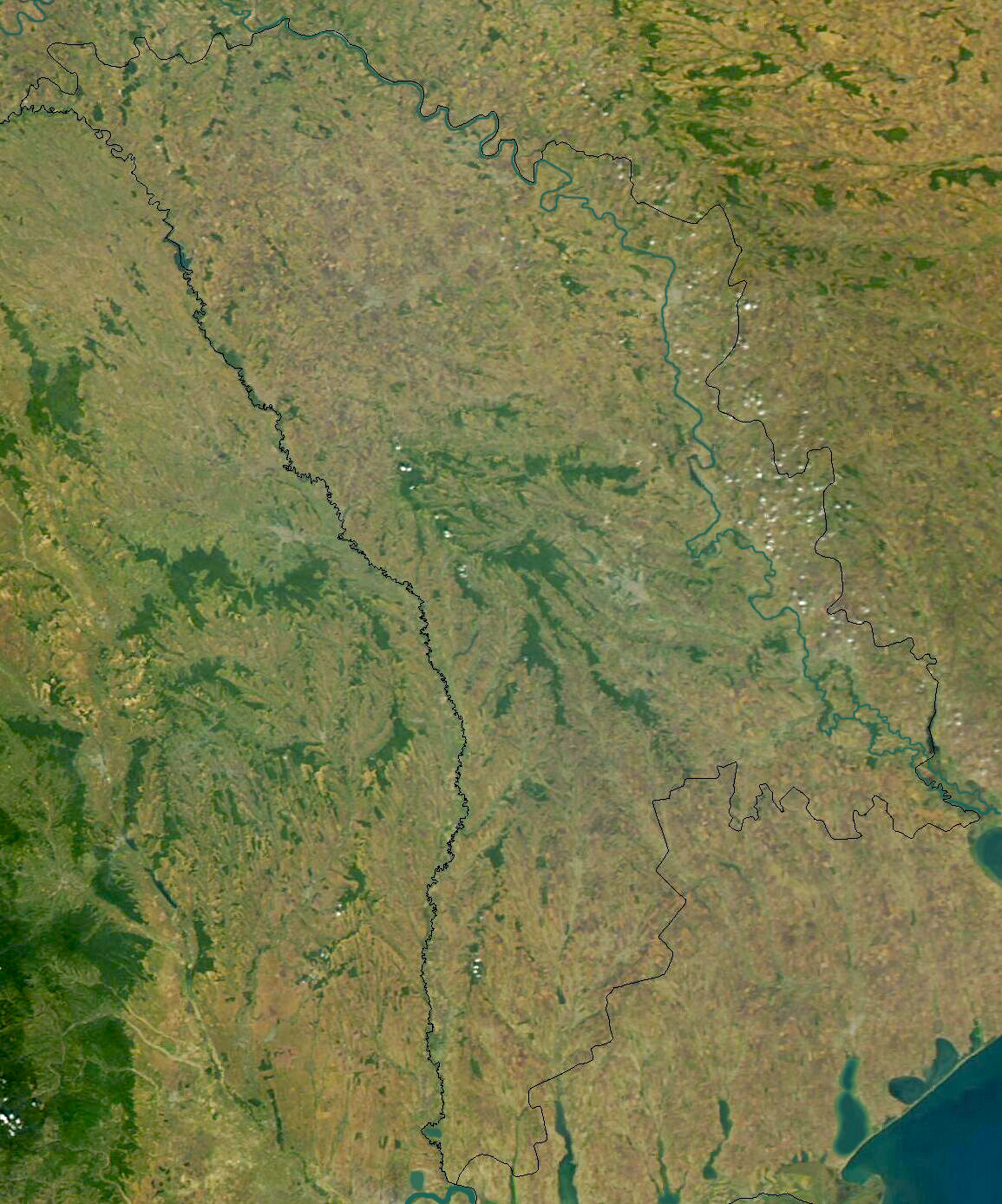
Фотография Молдовы со спутника

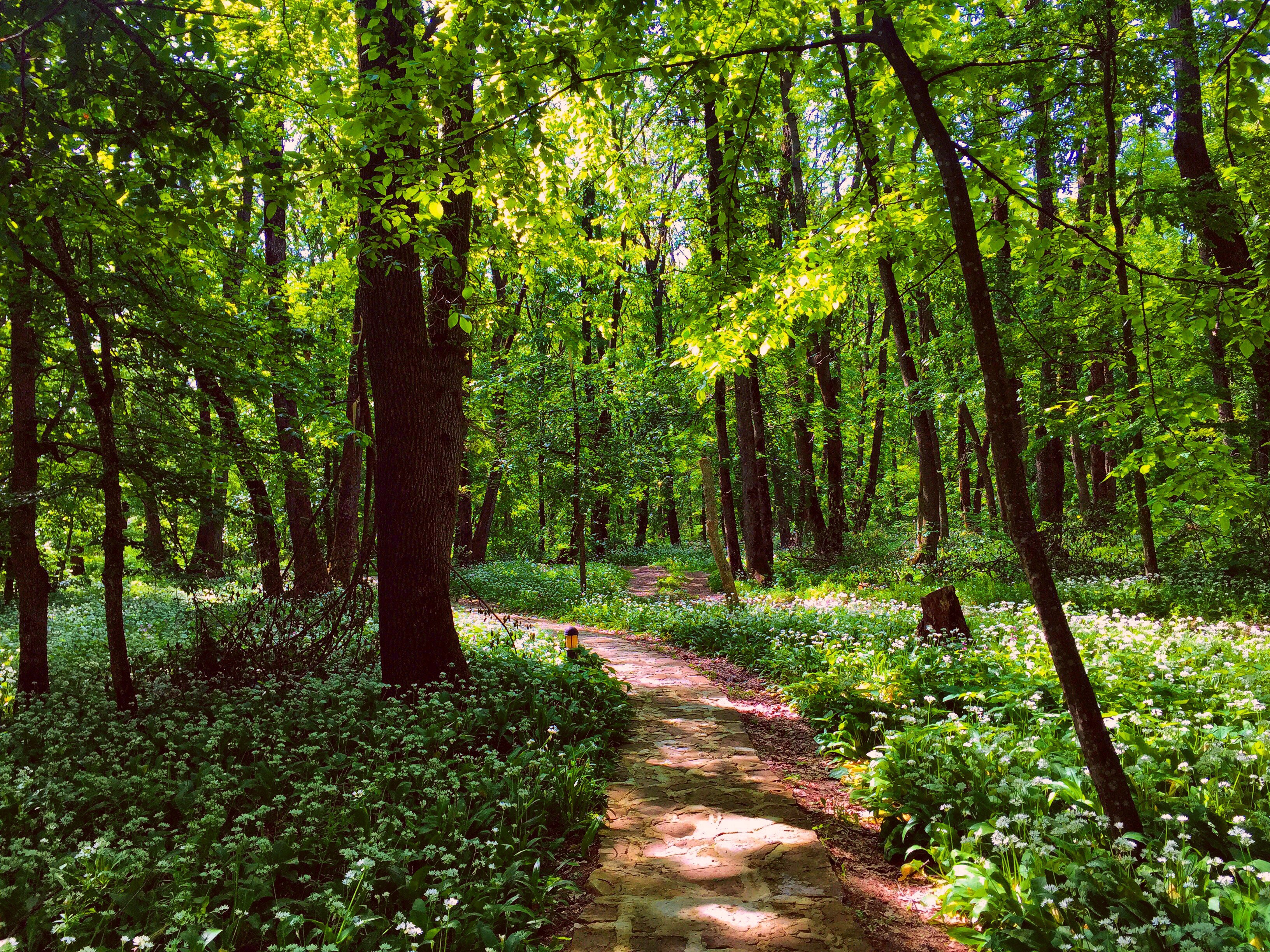
Лиственный лес в Молдове

Поверхность Молдовы представляет собой холмистую равнину, расчленённую речными долинами. Средняя высота над уровнем моря — 147 м, максимальная — 429,5 м (гора Бэлэнешть). Полезные ископаемые: известняки, гипс, глины, стекольный песок, гравий, небольшие месторождения нефти и газа.
Климат — умеренно континентальный с мягкой, короткой зимой и жарким, продолжительным летом. Средняя температура января — −4 °C, июля — +21 °C. Абсолютный минимум — −36 °C, максимум — +42 °C. Количество солнечных дней в году в Кишинёве всего лишь на 15 % меньше, чем в Риме.
Среднее годовое количество осадков колеблется в пределах 380—550 мм. Наибольшее их количество выпадает в северо-западной части, наименьшее — на юго-востоке. Примерно 70 % годовых осадков приходится на период с апреля по октябрь. 7 августа 2012 года на территории Молдовы отмечалась самая высокая температура воздуха в летнем сезоне за весь период наблюдений — +42,4 ℃ (г. Фалешты). Территория страны подвержена климатическим угрозам, связанных с колебаниями температуры и частыми засухами.
Речная сеть Республики Молдова представлена многочисленными постоянными и временными реками, которые относятся к бассейну Чёрного моря. Наиболее крупные и известные реки — Днестр и Прут. Среди прочих водных артерий выделяются притоки Днестра — Реут, Бык, Ботна и Икель, а также малые реки Когильник (Кундук), Ялпуг и Лунга. В Молдове главными источниками питания рек являются снеговые и дождевые воды.
В настоящее время на территории Молдовы сохранилось 57 природных озёр с общей площадью водного зеркала 62,2 км². Самыми большими из них в пойме Прута являются озёра Белеу, Драчеле, Ротунда, Красное, Фонтан, а наиболее крупными естественными озёрами в бассейне Днестра являются озёра Бык, Рошу и Старый Днестр. Республике Молдова также принадлежит 1,64 км² северной части озера Кагул, которое расположено на границе с Украиной. Наибольшим искусственным водоёмом в бассейне реки Прут является водохранилище Костешты-Стынка наполненное для функционирования одноимённой ГЭС. Также в категорию крупных искусственных водоёмов относят Дубоссарское, Кучурганское и Гидигичское водохранилище, а средних — Тараклийское, Конгазское и Комратское.
Чернозёмы покрывают 75 % территории Республики Молдова, около 10 % находится под бурыми и серыми лесными почвами, 7 % составляют пойменно-луговые почвы и около 8 % почв находится под населёнными пунктами, водоёмами и другими объектами. Бо́льшая часть территории Молдовы распахана. Степная растительность сохранилась лишь на небольших участках. Лесной фонд составляет 12,7 % территории. Природные районы: Северо-Молдавский лесостепной (Толтры), Центральномолдавский лесной (Кодры), Южно-Молдавский степной.

### Охраняемые природные территории
В стране действует 5 научных заповедников, 41 ландшафтный парк, три угодья конвенции Рамсар и другие охраняемые природные территории. До 2013 года в Молдове не было ни одного национального парка — до того как был основан Национальный парк «Орхей», занимающий примерно 1 % территории страны.
Основные местообитания видов растений и животных, находящихся под угрозой исчезновения, находятся в научных заповедниках Кодры, Плаюл Фагулуй, Пэдуря Домняскэ, Прутул де Жос, Ягорлык, в лесном массиве «Орхей», в поймах рек и в озёрах в среднем и нижнем течении Днестра и Прута. Также такие виды включены в Красную книгу Молдовы и находятся под охраной на всей территории республики.

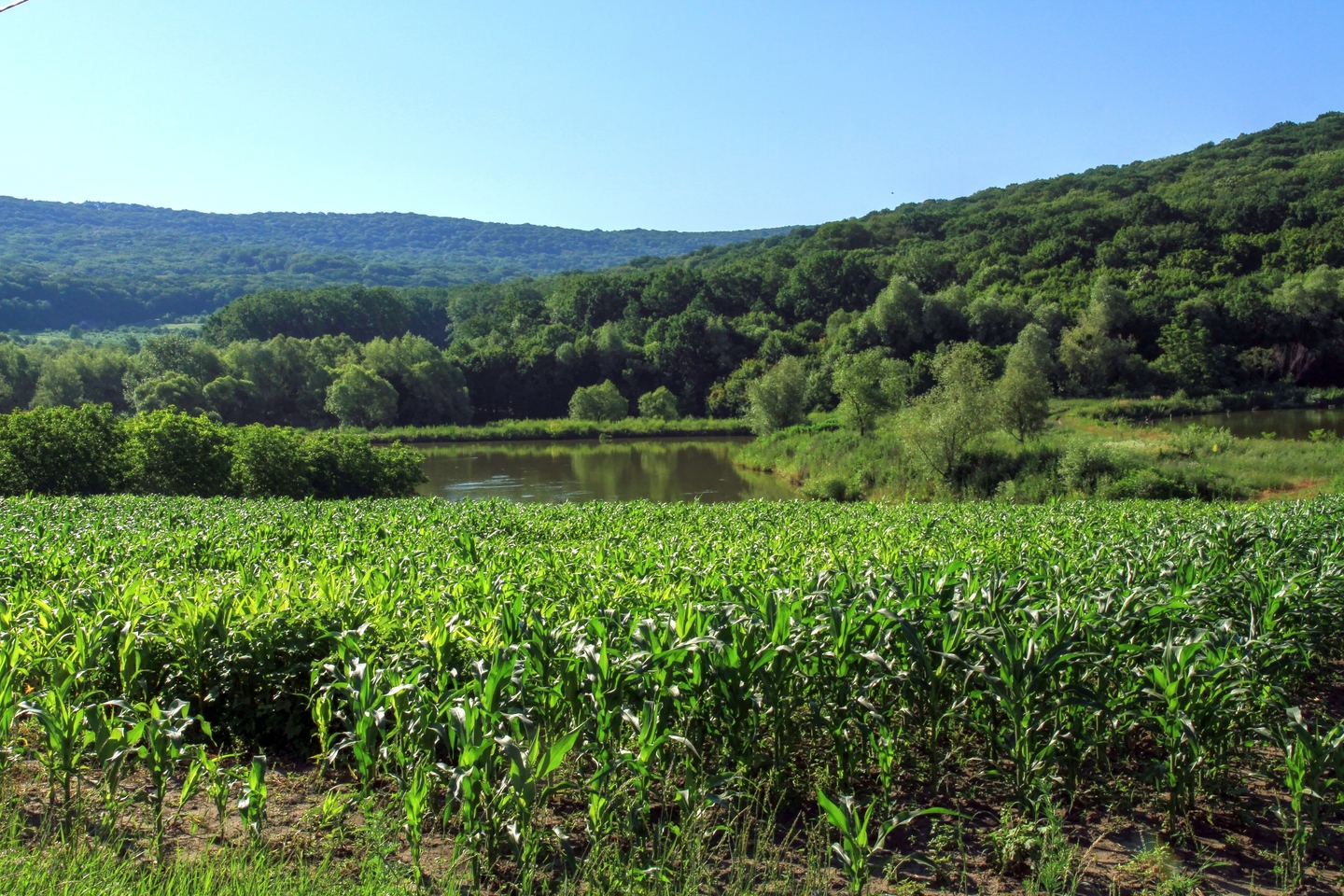
Заповедник «Кодры» — пример лесов лиственных пород
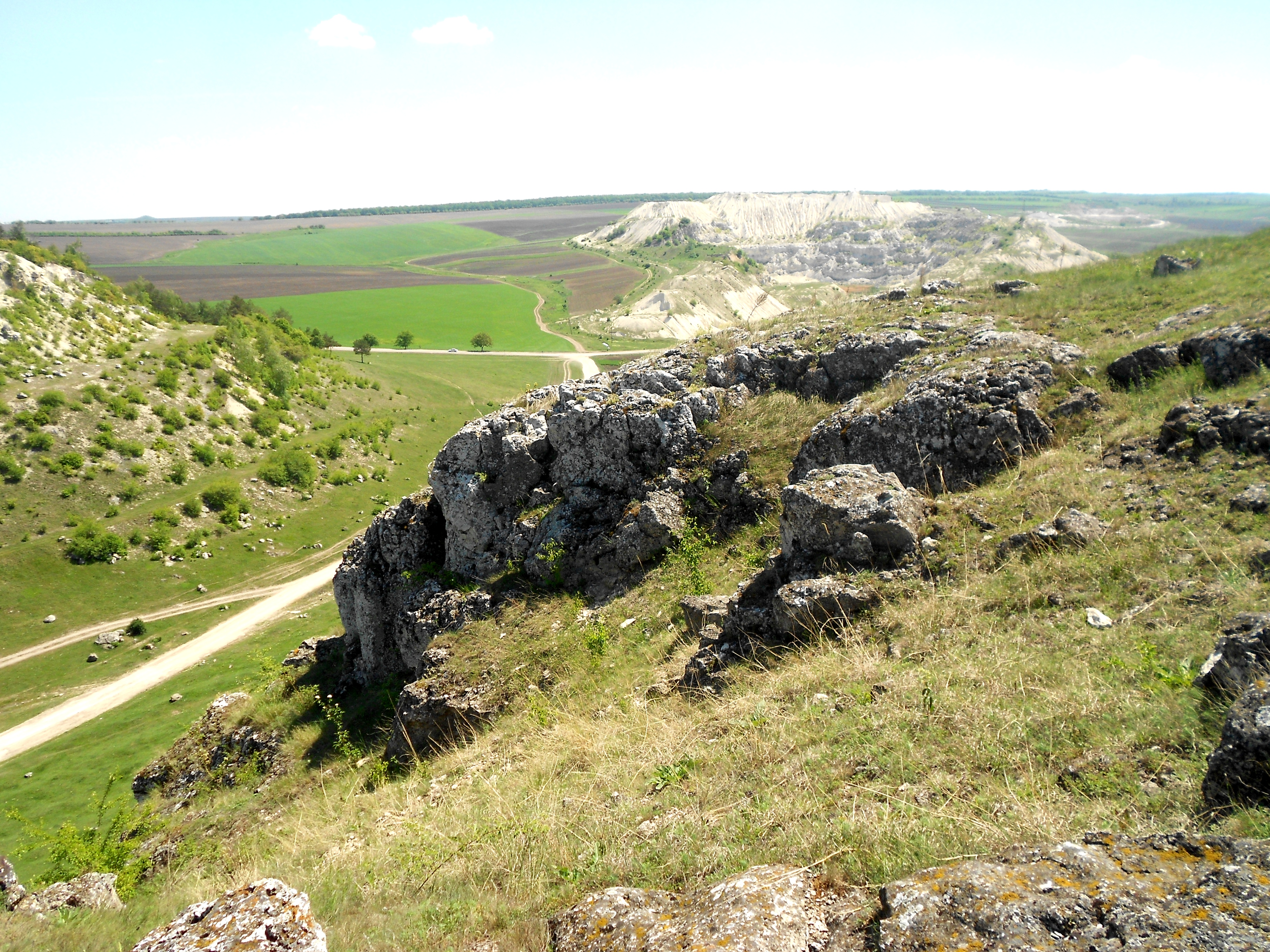
«Толтры» в севере Молдовы
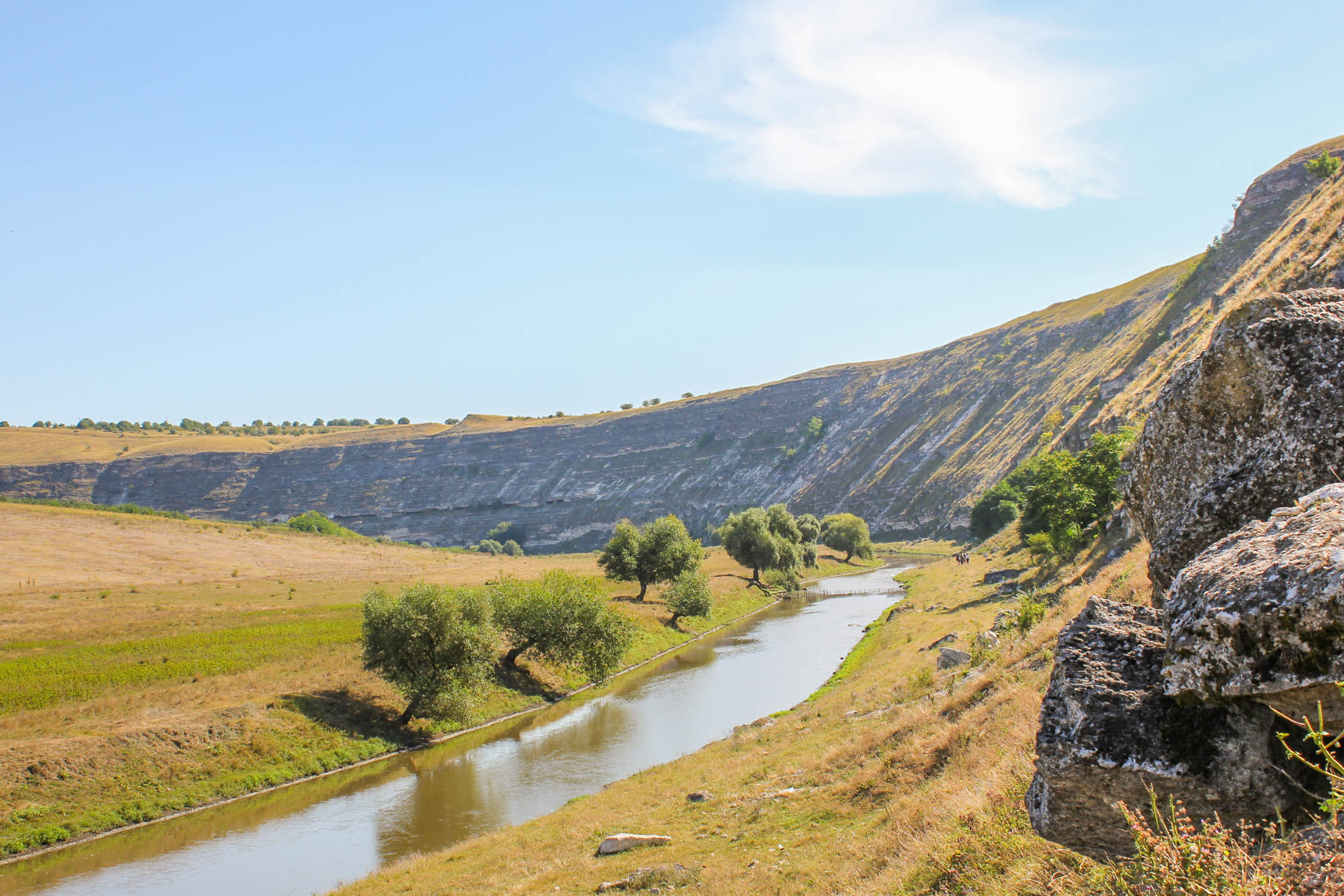
«Оргеев» — единственный национальный парк Молдовы
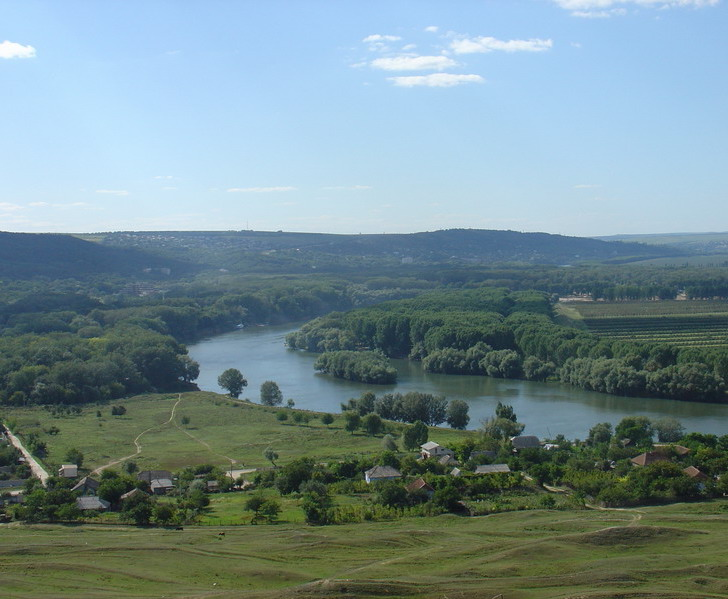
Днестр — вид на долину
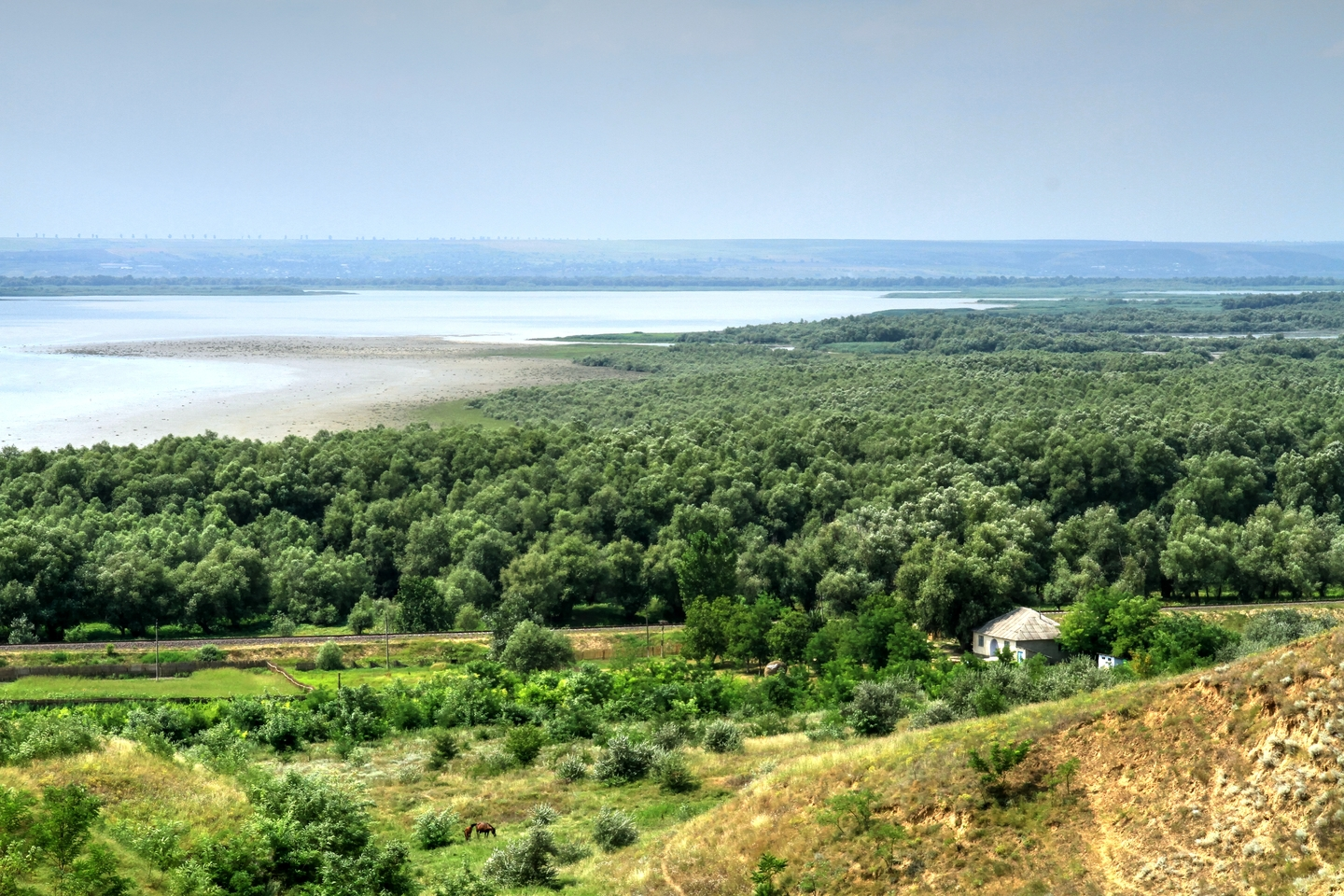
«Прутул де Жос» — водно-болотные угодья Рамсар
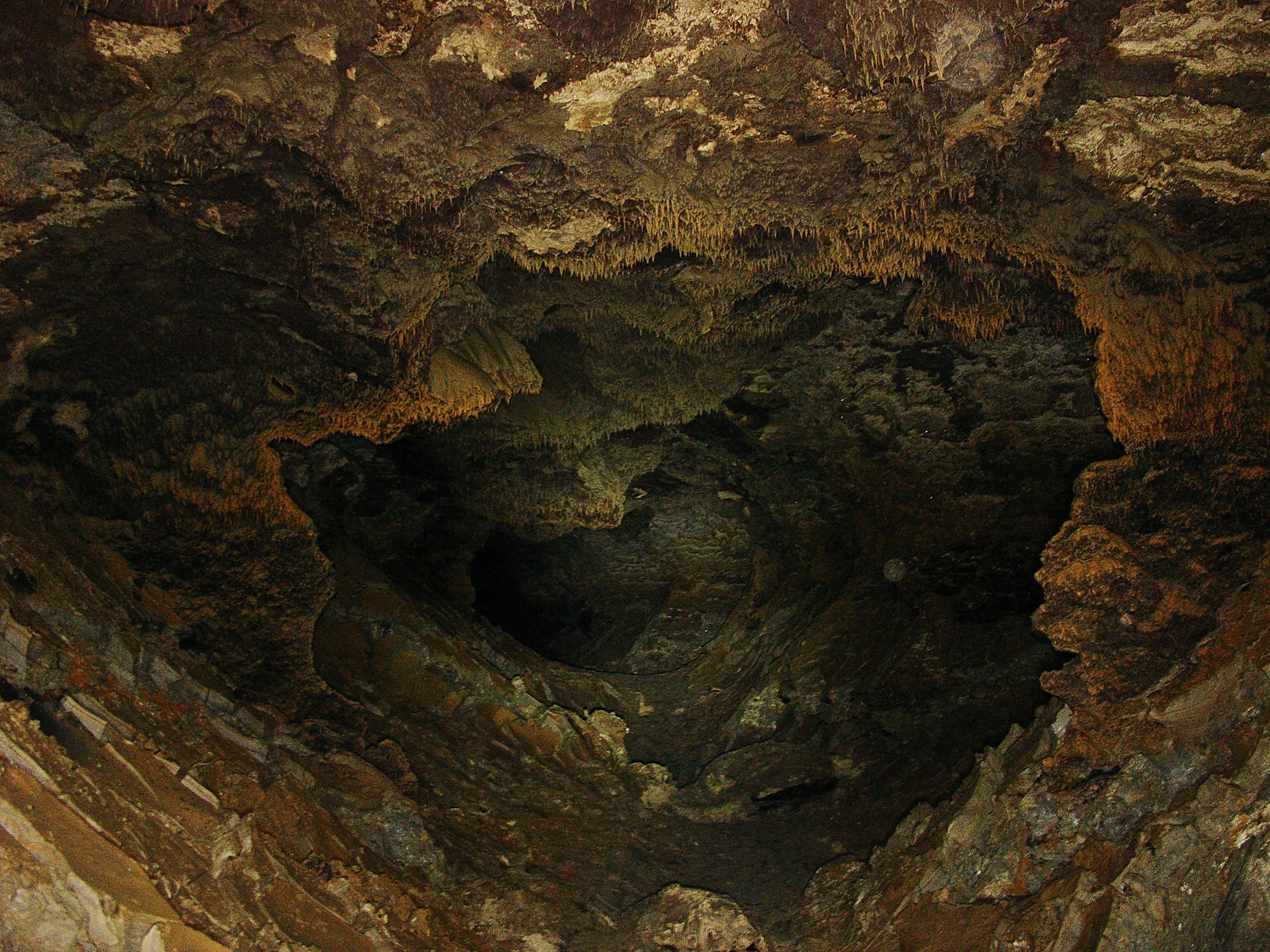
Пещера «Золушка» на севере Молдовы

## История

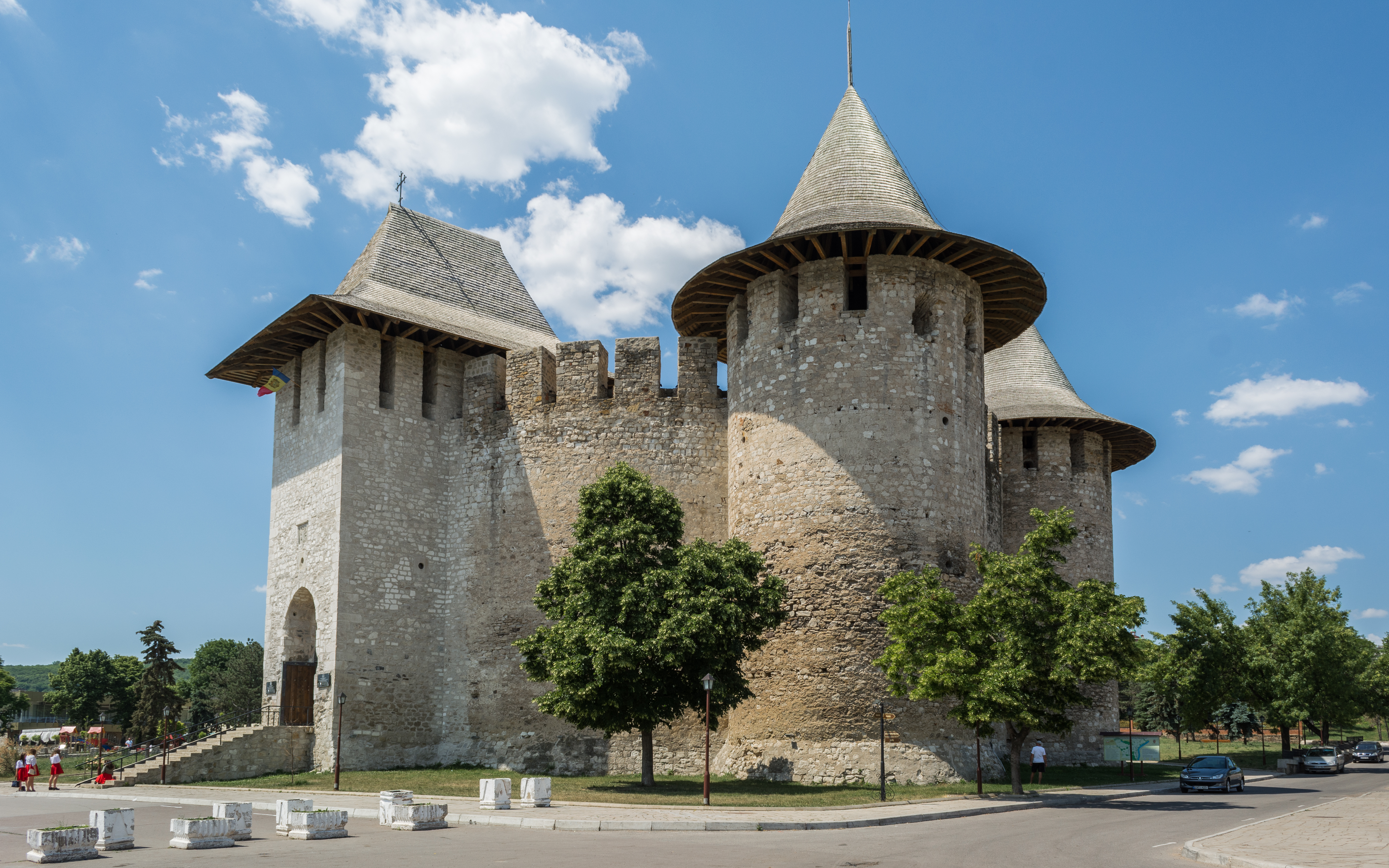
Сорокская крепость

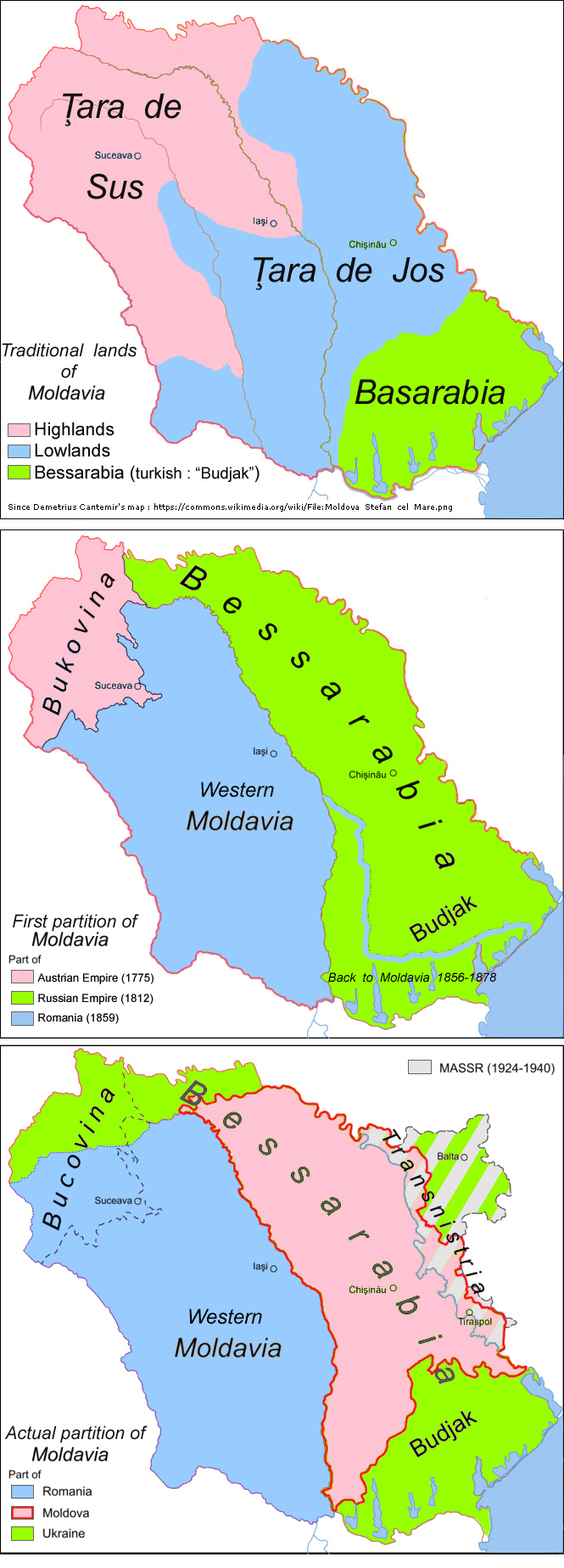
Территория (XIV—XVIII века) и деления (XVII—XX века) Молдавского княжества

Бессарабия в составе Румынии (1918—1940)

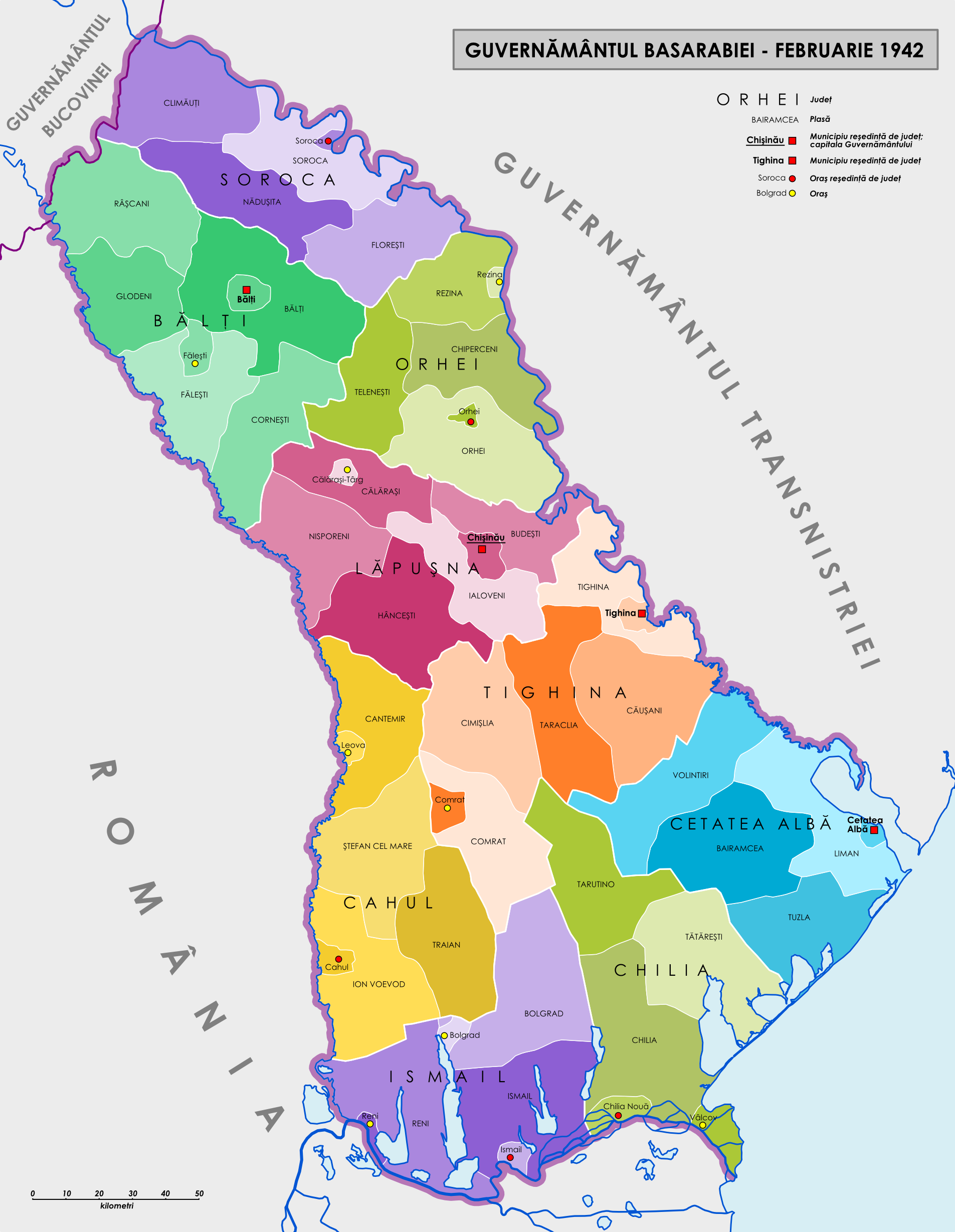
Губернаторство Бессарабия (1941—1944)

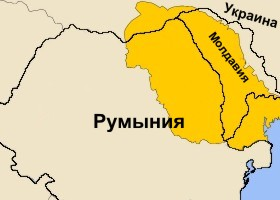
Молдавское княжество на фоне границ современных государств

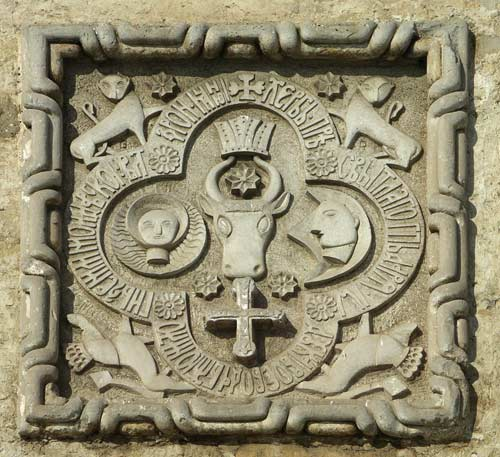
Герб Молдовы, высеченный на стене церкви в монастыре Четацуя в Яссах

До XIV века территория современной Молдовы, в разное время, была частью владений различных племенных союзов (гето-даки, готы, анты, тиверцы) и государственных образований (Киевская Русь, Галицкое княжество, Золотая Орда).
В середине XIV века здесь хозяйничали кочевники Золотой орды. В 1351 году по приказу венгерского короля Лайоша I Великого воевода Драгош покинул Марамуреш для установления оборонительного рубежа против Золотой Орды. В результате его кампании монголы отступили на восток от реки Днестр. На освободившейся территории Драгошу было разрешено создать своё княжество, с целью защиты Венгрии от монголов. Оно было создано волохами и русинами. Первоначальной резиденцией княжества был современный город Байя или Баня, тогда называемый «Молдавия». Затем несколько лет спустя резиденция была перенесена в Сирет, откуда позже в Сучаву.

В XVI—XVIII веках Молдавское княжество находилось под властью Османской империи. Польский историк XVI века Леонардо Горецкий, говоря о Молдове и молдаванах, отмечал: 
Вера и обряды молдаван весьма близки к церкви греческой и армянской; священники у них женятся. Молдаване особенно славятся конницей, даже беднейшие из них имеют верховых лошадей, годных для походов и сражений. Подобно венграм, они вооружены щитом, шлемом и копьём
В 1503 году Османская империя присоединила Бессарабию (Буджак), где были построены крепости Бендеры и Измаил. Аккерман и Килия с округой стали турецкими административными единицами — райя, в 1538 году новая райя была образована на отторгнутой у Молдавского княжества бессарабской территории с центром в Бендерах — Тигина. В 1591 и 1621 годах райя были созданы в районах Измаила и Рени.
В 1711 году молдавский господарь Дмитрий Кантемир в Яссах присягнул на верность России. В результате неудачного для Российской армии Прутского похода он со своей семьёй и придворными переселился в Россию, где стал одним из приближенных Петра I, Молдавское княжество осталось вассалом Османской империи.

Молдавская ССР 1940 год

В конце XVIII века в результате русско-турецкой войны к Российской империи отошло левобережье Днестра. По итогам Бухарестского мира, Османская империя в 1812 году уступила России Бессарабию. На освобождённой от владычества османов территории, была образована Бессарабская губерния, которая более 100 лет (1812—1917 годы) входила в состав Российской империи. В 1858—1861 годах остатки Молдавского княжества и Валахия объединились в государство, которое получило впоследствии название Румыния, освободившаяся от вассальной зависимости от турок после Русско-турецкой войны (1877—1878) гг. После вхождения восточной части Молдавского княжества в состав Российской империи в ней продолжал развиваться молдавский язык на кириллице, в то время как в западной части княжества, вошедшей в состав Румынии, произошла «чистка» языка от славянизмов и в 1862 году язык был переведён на латинскую графику.
В 1917 году, после распада Российской империи, на территории бывшей Бессарабской губернии провозглашена Молдавская Демократическая Республика.
27 марта (9-10 апреля) 1918 году Бессарабия вошла в состав Румынии (при этом советское правительство считало Бессарабию «оккупированной частью советской территории»). В 1924 году на территории Украинской ССР была образована Молдавская АССР.
Бессарабия находилась в составе Румынии 22 года — в период с 27 марта (9-10 апреля) 1918 года (когда Сфатул Цэрий («Совет Края») Молдавской Демократической Республики проголосовал за объединение Бессарабии с Румынией) до 28 июня 1940 года.

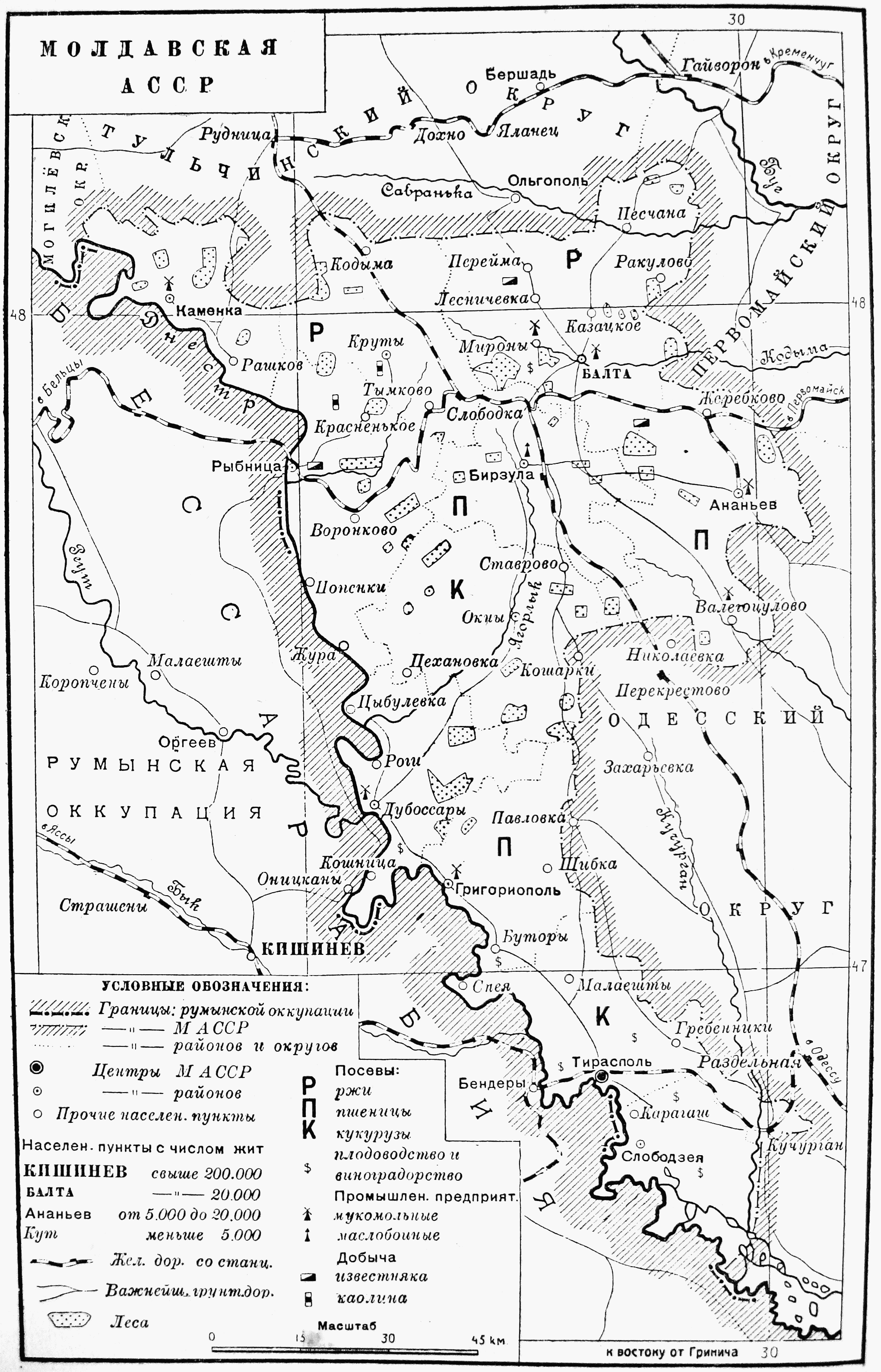
Карта Молдавской АССР, обозначающая Бессарабию как территорию «румынской оккупации»

28 июня 1940 года, в результате подписания пакта Молотова — Риббентропа, Румыния была вынуждена уступить Бессарабию и Северную Буковину СССР.
В результате была образована Молдавская ССР. Во время Великой Отечественной войны была оккупирована германскими и румынскими войсками; румынской администрацией было образовано Губернаторство Бессарабия. На его территории были убиты и умерли в концлагерях 120 тыс. жителей Молдове, в том числе 90 тыс. евреев. 24 августа 1944, в результате Ясско-Кишинёвской операции, территория МССР была освобождена советскими войсками.
Вскоре после этого по постановлению Совета Министров СССР о выселении с территории Молдовы «бывших помещиков, крупных торговцев, активных пособников немецким оккупантам, лиц, сотрудничавших с немецкими органами полиции, участников профашистских партий и организаций, белогвардейцев, а также семей всех вышеперечисленных категорий» были «раскулачены», репрессированы и депортированы в Казахстан и Сибирь 35 тыс. жителей Молдовы (им было позволено вернуться в Молдову после 1957 года).
При помощи других республик СССР началось восстановление и строительство экономики Молдавской ССР. (см. Молдавская ССР). Одновременно с этим началась активная «советизация» республики, выраженная в том числе во внедрении русского языка, как языка межнационального общения народов СССР, действующего, официально, наравне с молдавским языком, а также в продвижении на руководящие должности партийных работников из соседних республик. При этом, в отличие от других советских республик (Прибалтики, западной Беларуси или западной Украины), в Молдове это не вызывало сколько-нибудь значительного протеста и создания подпольных антисоветских движений.
В 1989 году появились организации, выступающие за национальное возрождение молдаван: «Клуб А. Матеевича», «Молдавское демократическое движение», «Демократическая лига студентов», «Ассоциация историков» и другие, которые впоследствии объединились в Народный фронт Молдовы. Вначале эти организации выступали за придание официального статуса молдавскому языку, за переход на латинскую графику, принятие в качестве государственного флага румынского триколора и т. д. Но очень скоро из молдавского национального это движение превратилось в прорумынское.
27 августа 1991 провозглашена независимость Молдовы.
Конфликт между молдавскими и приднестровскими властями, начавшийся в 1989, в 1992 привёл к вооружённому противостоянию и многочисленным жертвам с обеих сторон. Боевые действия удалось прекратить благодаря вмешательству России. В настоящее время безопасность в зоне конфликта обеспечивают Совместные миротворческие силы Российской Федерации, Республики Молдова, непризнанной Приднестровской Молдавской Республики и военные наблюдатели от Украины (наблюдатели отозваны из Приднестровья 17 марта 2022 года).
В ходе многочисленных переговоров при посредничестве России, Украины и ОБСЕ достигнуть соглашения по поводу статуса Приднестровья пока не удалось; отношения между сторонами конфликта остаются напряжёнными.
В 1994 году принята Конституция, действующая до сих пор.
В апреле 2009 года, после выборов в Парламент, в столице Молдовы вспыхнули массовые беспорядки; итогом стало назначение новых выборов, в результате которых ПКРМ потеряла большинство в парламенте и перешла в оппозицию, было сформировано новое правительство.
С 2016 года в Молдове выборы президента проходят всеобщим голосованием по решению Конституционного суда Республики Молдова, а не парламентом путём тайного голосования. В том году на них победил Игорь Додон от ПСРМ. В 2019 году его партия победила на парламентских выборах.
В ноябре 2020 года состоялись вторые президентские выборы, на которых победила кандидат от ПДС — Майя Санду.
После президентских выборов в отставку подал премьер-министр — Ион Кику, что привело к выборам нового премьер-министра. Санду выдвигала кандидата из партии ПДС, а ситуационное парламентское большинство в лице ПСРМ и партии «Шор» отклоняло, Санду распустила парламент и начались внеочередные парламентские выборы, которые прошли в июле. На них из 100 депутатов 63 получила ПДС. Председателем парламента избран Игорь Гросу, а премьер-министром Наталья Гаврилица.

## Население

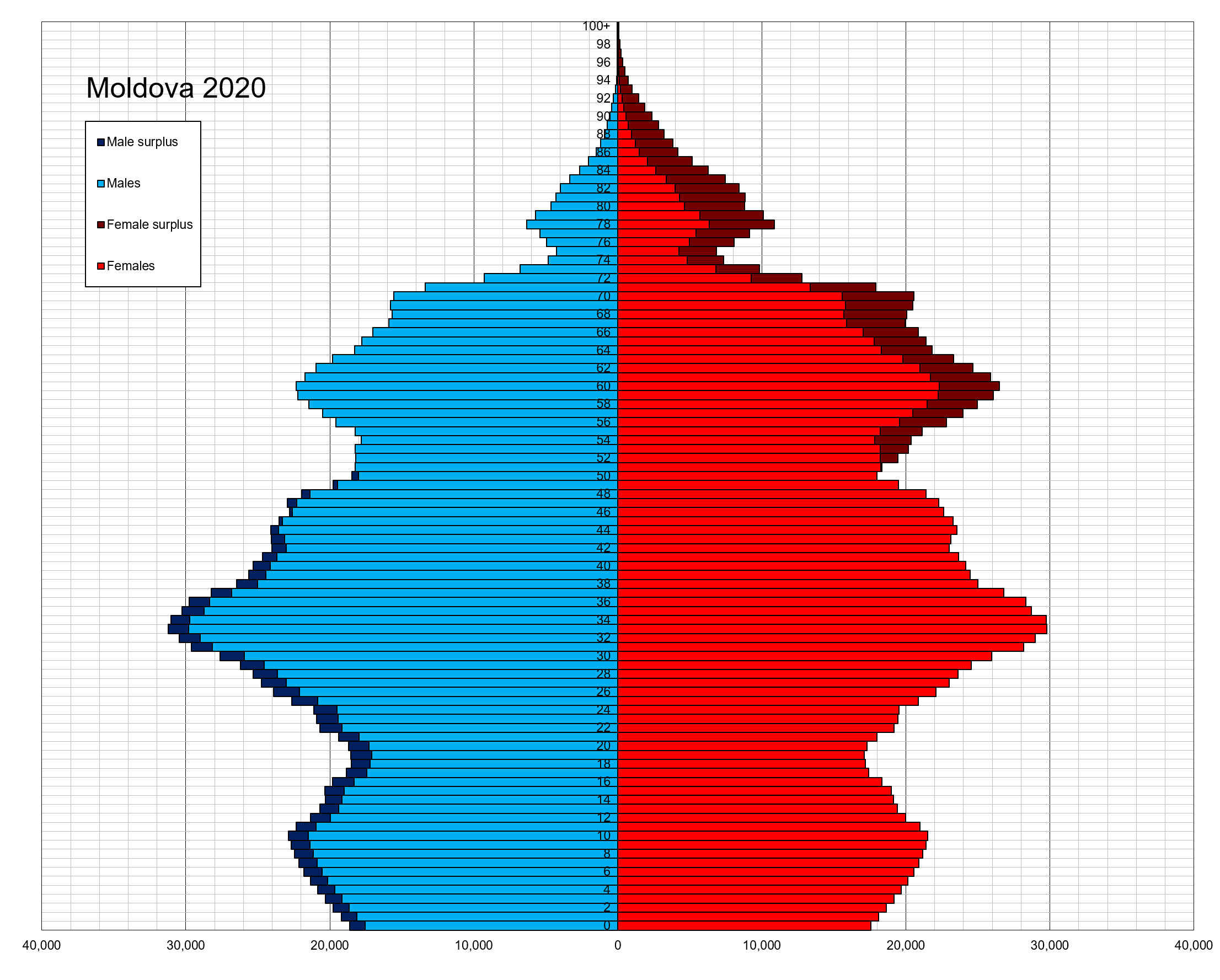
Возрастно-половая пирамида населения Молдовы на 2020 год

Ко времени провозглашения независимости Молдовы в 1991 году её население составляло свыше 4,3 млн человек. По данным текущей оценки статистики, на 1 января 2017 года численность постоянного населения Молдовы составила 3 550 900 чел. (без учёта Приднестровья).
Численность населения, учтённая по итогам переписи 2014 года, составила 2 913 281 человек, в том числе 329 108 человек, пребывавших во время проведения переписи за границей, но учтённых членами их семей.
Население республики, по данным переписи 2004 года, составило 3 383 332 человека (без учёта Приднестровской Молдавской Республики). Плотность населения составляет 111,4 чел. на км².
Основная часть населения, или 75,8 % (по данным переписи 2004 года) — молдаване. В Республике Молдова проживают также следующие народы: украинцы — 8,4 %, русские — 5,9 %, гагаузы — 4,4 %, румыны — 2,2 %, болгары — 1,9 %, другие — 1,4 %.
При переписи 2004 года, 78,8 % населения страны родным языком (первый язык, который усвоили в раннем детстве) указали язык своей национальности, а 20,8 % указали другие языки, не совпадающие с их национальностью. Среди молдаван 78,4 % родным языком указали молдавский язык, 18,8 % — румынский, 2,5 % — русский, и 0,3 % — другие языки. Среди украинцев 64,1 % родным языком указали украинский язык, а 31,8 % — русский. Среди русских 97,2 % родным языком указали русский язык. Гагаузы так же, как и русские, в большинстве своём родным языком указали язык своей национальности — 92,3 %, а 5,8 % — русский язык. Болгары с родным языком болгарским составили 81 %, и 13,9 % родным языком указали русский язык.
Несмотря на то, что большинство украинцев, гагаузов и болгар родным языком указали язык своей национальности, каждый второй украинец, каждый третий болгарин и каждый четвёртый гагауз обычно разговаривает на русском языке. Молдаване, которые обычно разговаривают на русском языке, составили 5 % от их общей численности.
Среди национальных меньшинств 6,2 % украинцев, 4,4 % русских, 1,9 % гагаузов, 2,2 % румын и 7,1 % болгар разговаривают на молдавском языке.
Среди граждан Молдовы 12 705 человек указали двойное гражданство. Не указали гражданство 390 человек.
Распределение населения в территориальном разрезе показало, что 21 % жителей (каждый пятый) проживает в Кишинёве, 4,6 % — в АТО Гагаузия, 3,8 % — в Бельцах. Крупные районы с населением более 100 тыс. жителей — Кагульский, Хынчештский, Оргеевский, Унгенский. Малочисленные районы — Бессарабский (29 тыс.), Дубоссарский (34 тыс.), Шолданештский (42 тыс.) и Тараклийский (43 тыс.).
Данные двух последних переписей показывают, что за 1989—2004 года население страны уменьшилось на 274 тыс. человек, при среднегодовом темпе снижения 0,5 %. Уменьшение численности за этот период обусловлено снижением рождаемости и отрицательным сальдо внешней миграции.
Перепись 2004 года подтвердила преобладание доли сельского населения в общей численности, которая составила 61,4 % против 57,9 % в 1989 году.
В межпереписной период городское население уменьшалось в среднем на 1 % за год, а сельское — на 0,13 %, увеличивая, таким образом, процентный разрыв между этими категориями населения.
Плотность населения в межпереписной период снизилась с 120,4 до 111,4 чел./км².
В 2008 году было зарегистрировано около 25 тыс. браков, что на 2 тыс. меньше показателей 2007 года. Суммарный коэффициент рождаемости в 2016 году (среднее число детей, рождённых женщиной в течение жизни) — 1,56 (оценочные данные ЦРУ за 2016 год).
Значительная часть трудоспособного населения находится в трудовой миграции в России. В январе 2015 года на территории России единовременно находились 561 тыс. мигрантов — граждан Молдовы.

### Языки

#### Государственный язык
В период нахождения Молдовы в составе СССР, в Конституции СССР 1977 года не существовало понятия «государственный язык», так как декларировалось равенство всех языков народов СССР. Делопроизводство и законодательство союзных республик, включая МССР, велись на языке союзной республики, а также на языке, на котором говорило большинство населения, то есть на молдавском и русском языках. В 1989 году на законодательном уровне было заявлено об «истинности молдавско-румынской языковой идентичности» и переходе на латинский алфавит, при этом статус государственного получил только молдавский язык.
В Декларации о независимости Республики Молдова от 1991 года румынский язык провозглашается государственным.
Конституция Молдовы 1994 года закрепила государственным языком Молдовы молдавский язык, записываемый латиницей.
5 декабря 2013 года Конституционный суд республики постановил, что юридически Декларация о независимости и Конституция Молдовы представляют собой единое целое и, в случае разночтений, Декларация о независимости имеет бо́льшую силу, чем Конституция, и принял решение о признании румынского языка государственным языком Молдовы; тем не менее парламентом в Основной закон страны связанные с этим изменения не были сразу внесены.
Молдавский язык является одним языком с румынским с лингвистической точки зрения, поэтому большинство современных лингвистов не выделяет его отдельно, считая диалектом или разновидностью румынского (дакорумынского), либо рассматривая «румынский» и «молдавский» как разные названия (лингвонимы) одного языка. В то же время некоторые источники продолжают указывать молдавский среди восточнороманских языков наряду с румынским. На румынском языке официально ведётся преподавание в школах, лицеях и высших учебных заведениях Молдовы. Сторонники присоединения Молдовы к Румынии утверждают, что молдавский язык ничем не отличается от румынского, тогда как другие выступают за сохранение молдавского языка, являющегося, по их мнению, признаком отдельного самостоятельного государства.
17 марта 2023 года парламент Молдовы одобрил закон о переименовании государственного языка из «молдавского» в «румынский». Через несколько дней, 22 марта, президент Молдовы Майя Санду подписала этот закон.

#### Статус других языков
Русский язык до 2021 года имел в Молдове статус языка межнационального общения, однако этот статус был отменён решением Конституционного суда.
В автономном территориальном образовании Гагаузия статус официального (негосударственного) языка имеют молдавский, гагаузский и русский языки.
В непризнанной Приднестровской Молдавской Республике (ПМР) официальными языками являются молдавский (на кириллической графике), русский и украинский (как по законодательству РМ, так и по Конституции ПМР).

### Религия
Наиболее распространённая конфессия — православие, приверженцы которого составляют, по данным переписи 2004 года, 93,3 % населения страны.
На территории Молдовы действуют две параллельные (что обычно считается канонической аномалией) православные юрисдикции: Бессарабская митрополия канонической Румынской Церкви и более многочисленная Молдавско-Кишинёвская митрополия (Православная церковь Молдовы) в юрисдикции Московского патриархата.
Молдавские протестанты (ок. 100 тыс. верующих) представлены баптистами, пятидесятниками, адвентистами, харизматами.
Также, в стране присутствуют верующие других конфессий и религиозных течений: католики, иудеи, мусульмане, свидетели Иеговы, мормоны, вайшнавы и др.

## Административное деление
В административном отношении Молдова разделена на 32 района, 13 муниципиев (Кишинёв, Бельцы, Бендеры, Комрат, Тирасполь, Кагул, Чадыр-Лунга, Единец, Хынчешты, Оргеев, Сороки, Страшены и Унгены), 1 автономное территориальное образование (Гагаузия) и административно-территориальные единицы левобережья Днестра.
В Молдове 65 городов и 917 сёл.
| Номер | Город      | Население      |  | Номер | Город        | Население     |
| --- | ---------- | -------------- |  | ----- | ------------ | ------------- |
| 1 | Кишинёв1   | 723 500 (2012) |  | 11    | Комрат3      | 25 600 (2012) |
| 2 | Тирасполь1 | 156 000 (2022) |  | 12    | Чадыр-Лунга3 | 22 800 (2012) |
| 3 | Бельцы2    | 145 000 (2016) |  | 13    | Страшены3    | 21 200 (2012) |
| 4 | Бендеры2   | 93 700 (2011)  |  | 14    | Дрокия3      | 20 400 (2012) |
| 5 | Рыбница2   | 50 100 (2011)  |  | 15    | Единец3      | 20 200 (2012) |
| 6 | Кагул3     | 41 100 (2012)  |  | 16    | Кэушень3     | 19 900 (2012) |
| 7 | Унгены3    | 38 100 (2012)  |  | 17    | Дурлешты     | 18 700 (2012) |
| 8 | Сороки3    | 37 500 (2012)  |  | 18    | Фалешты      | 17 800 (2012) |
| 9 | Орхей3     | 33 500 (2012)  |  | 19    | Хынчешты     | 16 900 (2012) |
| 10 | Дубоссары3 | 22 800 (2019)  |  | 20    | Вулканешты   | 16 900 (2012) |
| Источник: Перепись населения Молдовы (2004). Примечания: 1. World Gazetteer. Moldova: largest cities 2004. 2. Pridnestrovie.net 2004 Census 2004. 3. Национальное Бюро Статистики Молдовы |            |                |  |       |              |               |

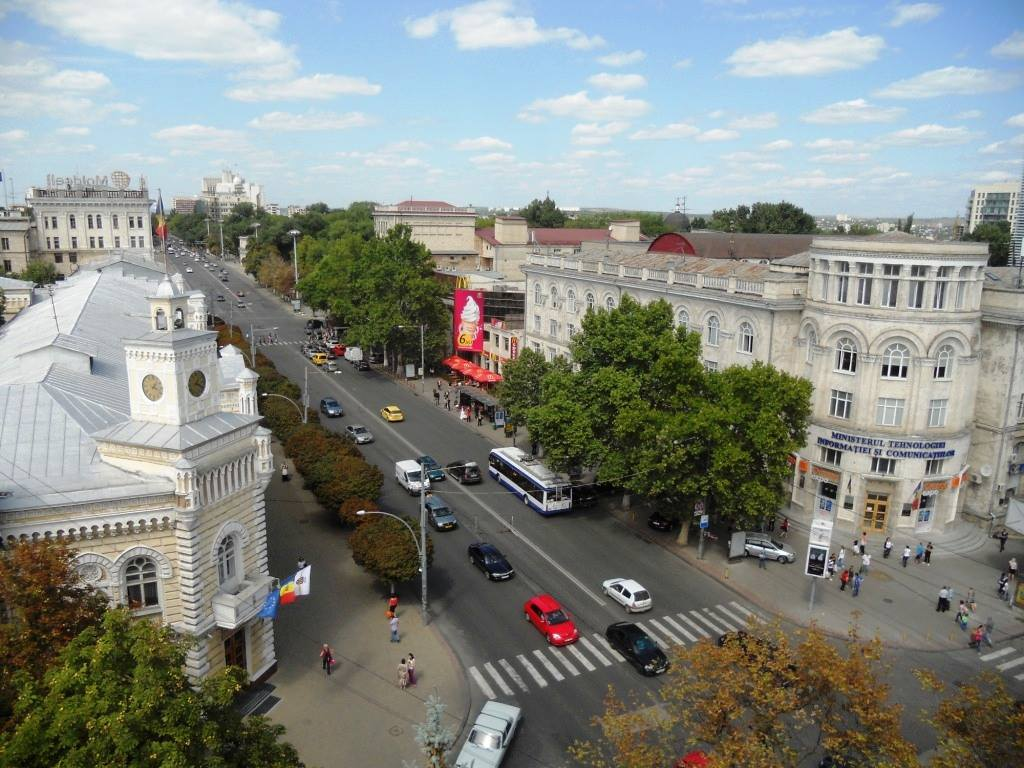
Кишинёв
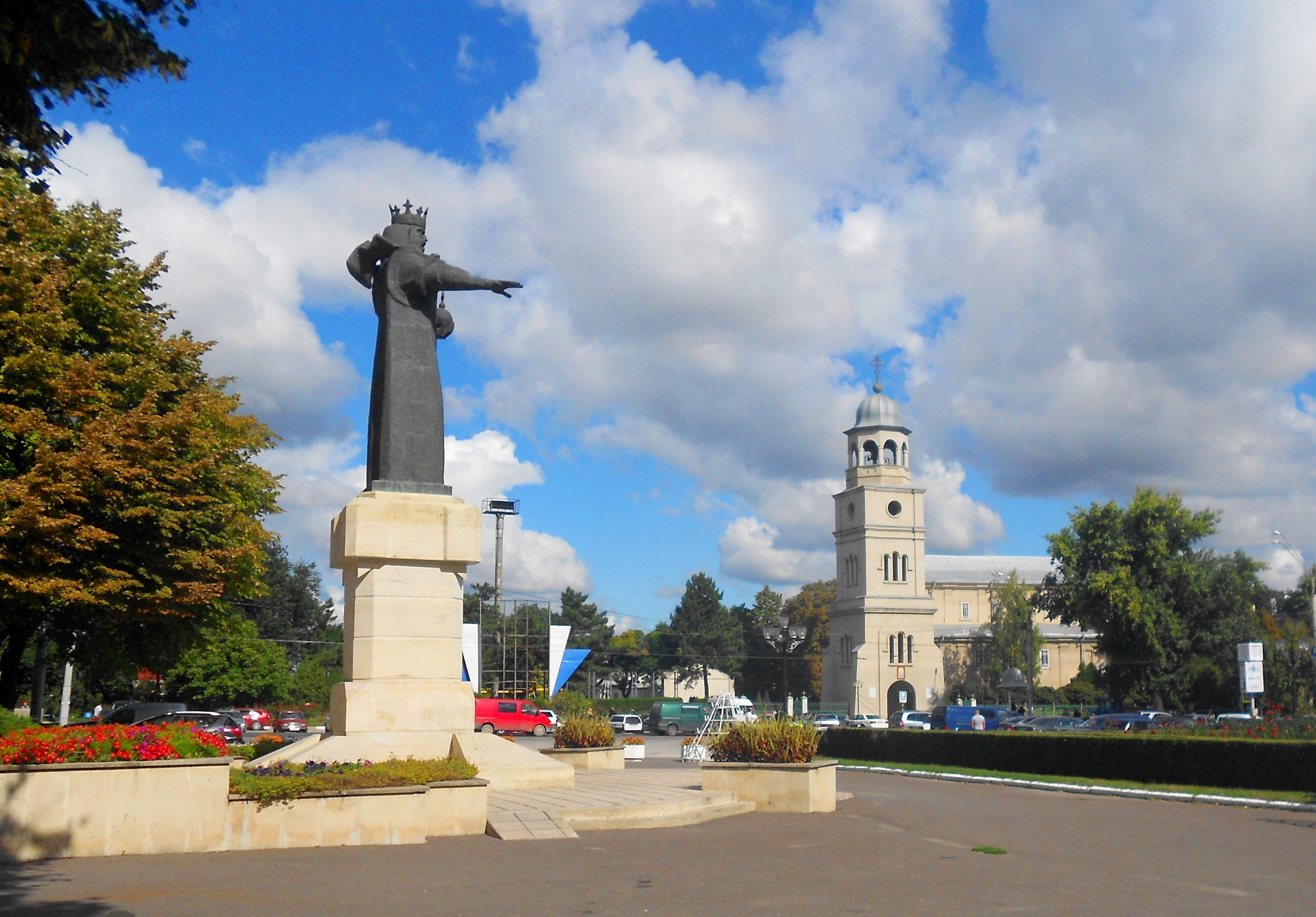
Бельцы
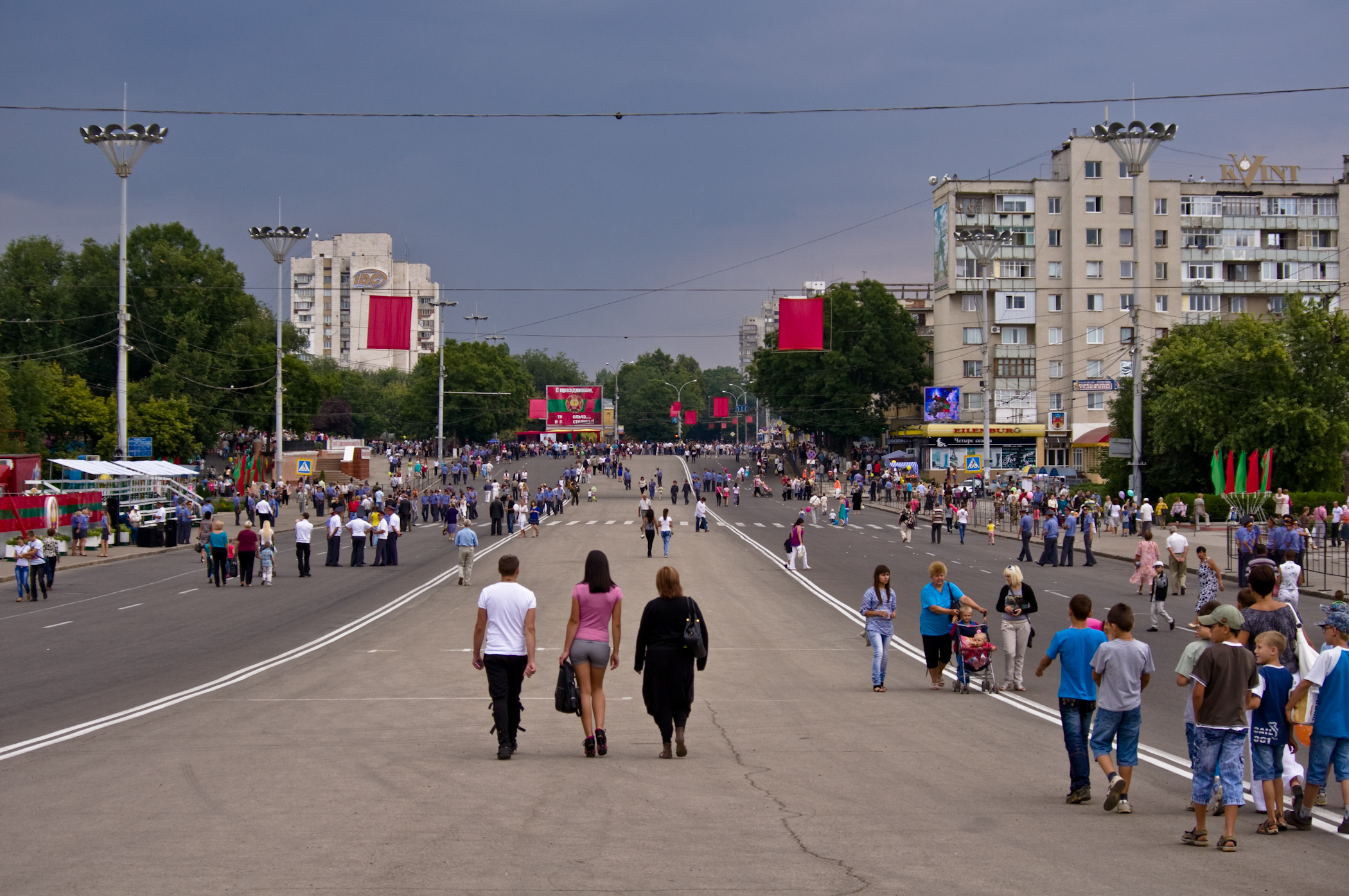
Тирасполь
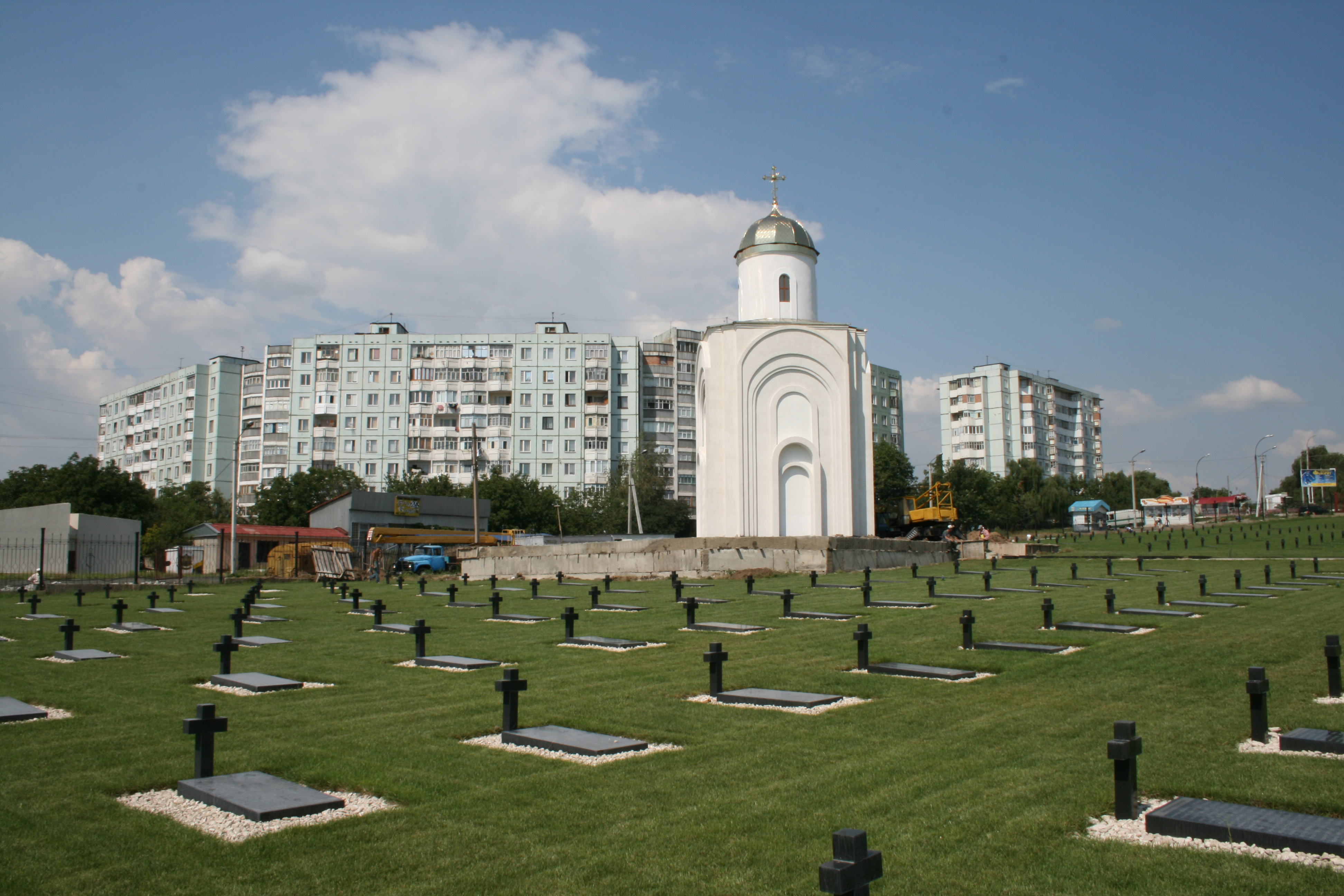
Бендеры

На территории Молдовы существует непризнанное государство — Приднестровская Молдавская Республика. Под её контролем находится основная часть левобережья Днестра, а также город Бендеры и ряд сёл на правом берегу.

## Государственное устройство

### Президент
Президент — глава государства Молдовы.
Президент Молдовы избирается прямым тайным свободным голосованием граждан. В период 2000—2016 годов президент избирался тайным голосованием депутатов парламента. После многочисленных протестов и запроса к Конституционному суду от группы депутатов, 4 марта 2016 года закон об изменении Конституции, наделяющий парламент правом избирать президента, был признан неконституционным.
Президенты Молдовы:
- Мирча Снегур — 3 сентября 1990 — 15 января 1997;
- Пётр Лучинский — 15 января 1997 — 7 апреля 2001;
- Владимир Воронин — 7 апреля 2001 — 11 сентября 2009;
- Михай Гимпу (и. о.) — 11 сентября 2009 — 28 декабря 2010;
- Владимир Филат (и. о.) — c 28 декабря по 30 декабря 2010;
- Мариан Лупу (и. о.) — с 30 декабря 2010 по 23 марта 2012;
- Николай Тимофти — с 23 марта 2012 по 23 декабря 2016;
- Игорь Додон — с 23 декабря 2016 по 24 декабря 2020;
- Майя Санду — действующий президент (с 24 декабря 2020).

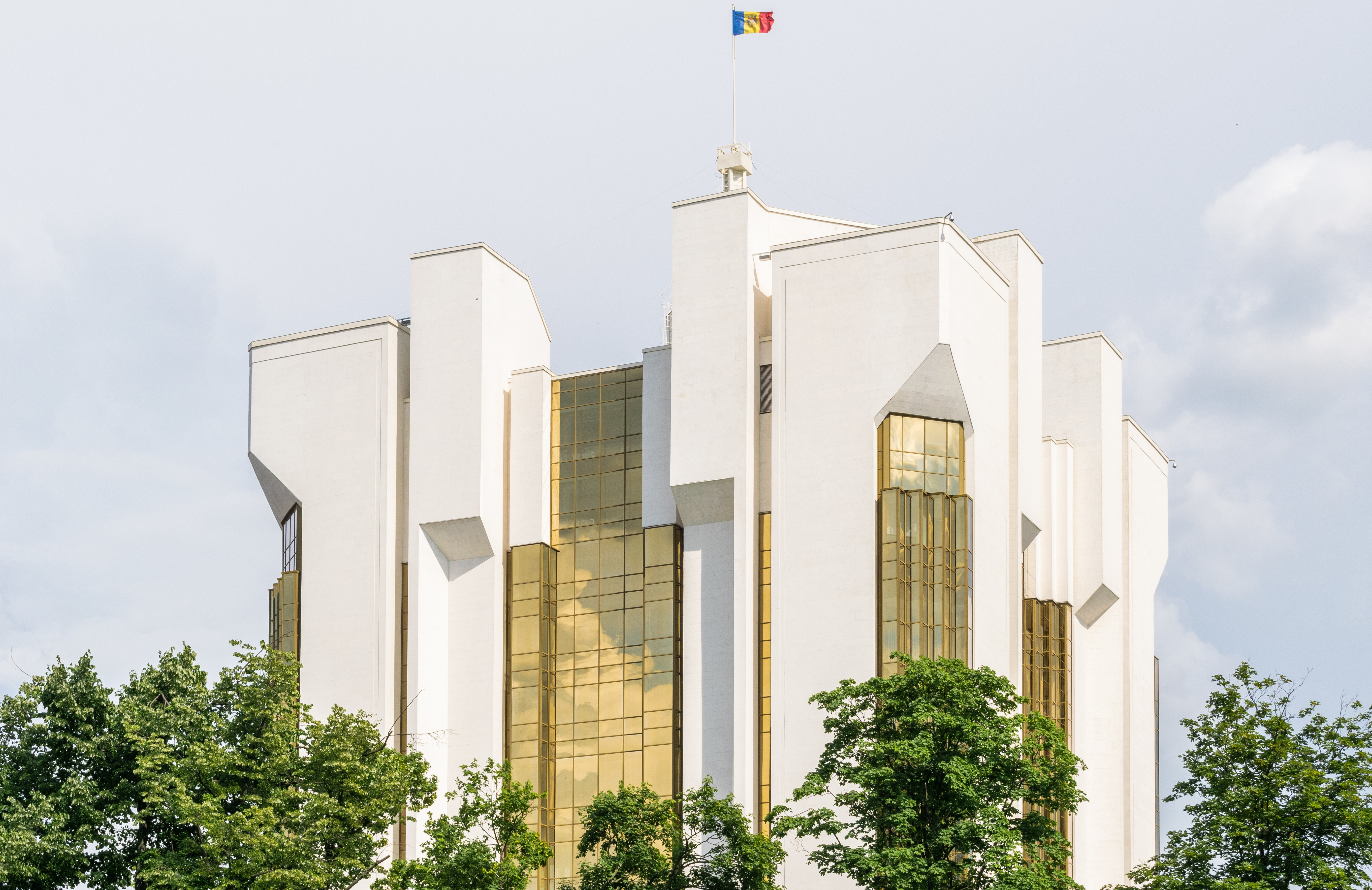
Президентский дворец в Кишинёве

В 1990 году после безальтернативных выборов Мирча Снегур стал президентом Советской Социалистической Республики Молдова. На должность он был назначен постановлением Верховного Совета ССР Молдова № 251-XII от 3 сентября 1990 года.
Президентом Молдовы стал Мирча Снегур в конце 1991 года после всенародных выборов президента.
Во время выборов президента 1996 года Пётр Лучинский набрал 27,7 % голосов, заняв второе место после Мирчи Снегура. Однако во втором туре Лучинский, поддержанный левыми и центристскими силами, набрал больше голосов, чем Снегур. В итоге на президентских выборах победил Пётр Лучинский и вступил в должность 15 января 1997 года.
В 2000 году по инициативе ПКРМ парламент принял поправки, по которым президент Молдовы избирается парламентом 3/5 голосов из общего количества депутатов парламента и после двух неудачных попыток выбрать президента, парламент распускается и назначаются повторные выборы. После утверждённых поправок парламент был распущен, так как не удалось избрать в парламенте президента.
После досрочных парламентских выборов президентом Молдовы стал Владимир Воронин. За него проголосовали 71 депутат от Партии коммунистов.
На парламентских выборах 2001 года Партия коммунистов шла под лозунгами усиления социальной политики, восстановления экономики, поддержки коллективных форм хозяйствования на селе, укрепления отношений с Россией, Беларусью и с СНГ в целом. Однако в ноябре 2003 года отношения России и Молдовы испортились, когда не удалось подписать подготовленный Россией план урегулирования конфликта между Молдовой и Приднестровьем, предусматривавший федерализацию Молдовы.
4 апреля 2005 года депутаты от Партии коммунистов, а также депутаты от Христианско-демократической народной партии, Демократической партии и Социал-либеральной партии переизбрали на пост президента Владимира Воронина.
Перед самыми выборами Владимир Воронин встретился в Киеве с Виктором Ющенко, а затем принял у себя в Кишинёве грузинского лидера Михаила Саакашвили. Это дало наблюдателям повод говорить о создании нового «тройственного союза» постсоветских государств, направленного против России. Однако в прессе Владимир Воронин неоднократно отмечал, что Россия была и остаётся стратегическим партнёром Молдовы.
Оказавшись в оппозиции к новому правительству страны, 11 сентября 2009 года Владимир Воронин сложил с себя полномочия президента.
5 сентября 2010 года прошёл всенародный референдум по определению формы выборов президента Молдовы, признанный несостоявшимся. Согласно данным, размещённым на сайте Центральной избирательной комиссии республики, в нём приняли участие 30,98 % избирателей при пороге явки в 33,33 %.
16 марта 2012 года депутаты от Либерал-демократической партии, Демократической партии, Либеральной партии, Партии социалистов и независимый депутат Михай Годя своими голосами избрали президентом республики Николая Тимофти.
13 ноября 2016 года во втором туре прямых выборов президентом был избран кандидат от Партии социалистов Игорь Додон.
15 ноября 2020 года президент и пророссийский кандидат Игорь Додон проиграл во втором туре выборы лидеру партии «Действие и солидарность» Майе Санду, которая получила 57,27 % голосов.

### Парламент

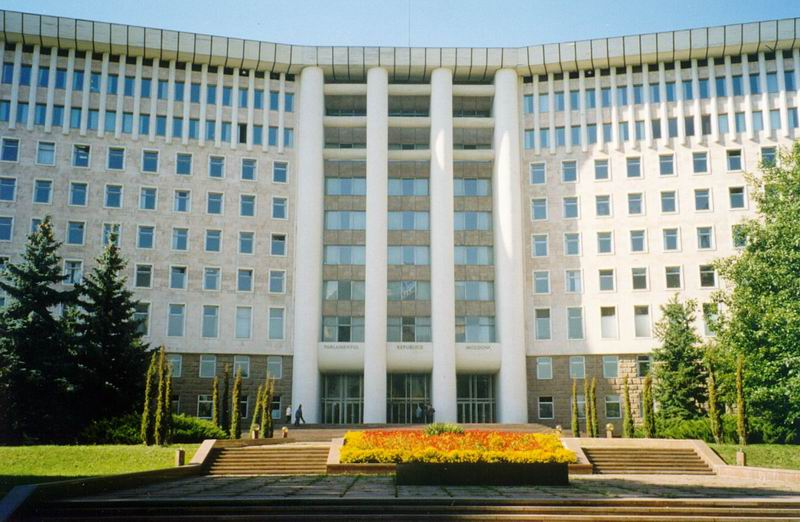
Здание Парламента Молдовы

Высший законодательный орган страны — однопалатный парламент (101 место).
Депутаты избираются на 4 года по пропорциональной системе с четырёхпроцентным заградительным барьером (с 2010 года). В 2009 году барьер был в 5 %, в 2008—2009 годах — в 6 %, а до 2008 года барьер был в 4 %.
Первые парламентские выборы после провозглашения в 1991 году независимости Молдовы от СССР состоялись в 1994 году. По их результатам 56 мандатов получила Аграрно-демократическая партия, 28 — блок Социалистическая партия — «Единство», Партия демократических сил — 11 мандатов, Альянс Христианско-демократического народного фронта — 9 мандатов. Председателем парламента был избран Пётр Лучинский.
На выборах 2001 года подавляющее большинство получила Партия коммунистов Республики Молдова (ПКРМ) (71 место). Также в парламент прошли «Альянс Брагиша» (19 мандатов) и ХДНП (11 мандатов). Председателем парламента стала Евгения Остапчук.
6 марта 2005 года состоялись очередные выборы. Большинство голосов (46,1 %) и мест в парламенте (56 из 101) второй раз подряд получили коммунисты. На этот раз лидер ПКРМ заявил о том, что будет ориентироваться на вступление в Евросоюз, а партию намерен преобразовать в «европейскую партию нового типа».
На выборах 5 апреля 2009 года победу снова одержала ПКРМ (49,48 % голосов, 60 мест в парламенте). Три оппозиционные партии, получившие места в парламенте, в сумме набрали около 35 % голосов. Международные наблюдатели от ОБСЕ назвали выборы «в целом свободными». Оппозиция оспорила результаты выборов, заявив об их фальсификации. 6 апреля были организованы акции протеста в центре Кишинёва. 7 апреля демонстрация вышла из-под контроля и переросла в беспорядки, в результате которых были повреждены здания парламента и президентуры Молдовы. К утру 8 апреля беспорядки были прекращены. Было задержано около 200 человек. Мирные акции протеста продолжались в течение недели, их главным требованием было освобождение манифестантов, задержанных ранее органами правопорядка.
Оппозиционные партии бойкотировали выборы президента, в результате чего, согласно конституции Молдовы, парламент был распущен, и 29 июля 2009 годы были проведены повторные парламентские выборы. Относительную победу одержала партия коммунистов, взяв 44,69 % голосов и заняв 48 мандатов.
Однако остальные 4 партии, прошедшие в парламент: Либеральная партия (15 мандатов), Демократическая партия Молдовы (13 мандатов), Либерал-демократическая партия Молдовы (18 мандатов) и правоцентристский Альянс «Наша Молдова» (7 мандатов), объединились в Альянс за Европейскую Интеграцию I и сформировали парламентское большинство (53 голоса из 101).
Партия коммунистов Молдовы, во главе с Владимиром Ворониным, перешла в оппозицию, так и не сумев найти союзников для формирования большинства.
В связи с неизбранием президента страны, 28 сентября 2010 года исполняющий обязанности президента Молдовы Михай Гимпу подписал указ о роспуске парламента и назначил досрочные парламентские выборы на 28 ноября 2010. По результатам этих выборов в Парламент прошли 4 партии: Коммунистическая партия (42 мандата), Либерал-демократическая партия (32 мандата), Демократическая партия (15 мандатов) и Либеральная партия (12 мандатов). Либерал-демократы, демократы и либералы сформировали парламентское большинство «Альянс за Европейскую Интеграцию II» (59 мандатов). Председателем парламента стал Мариан Лупу.
В марте 2012 года кандидат от Альянса за европейскую интеграцию Николай Тимофти был избран президентом Молдовы.
На парламентских выборах 30 ноября 2014 года участвовали 24 кандидата. Явка составила 57,28 %. Депутатские места в парламенте распределялись следующим образом: ПСРМ — 25 мандатов, ЛДПМ — 23, ПКРМ — 21, ДПМ — 19 и ПЛ — 13.
30 октября и 13 ноября 2016 года в Молдове президентские выборы состоялись после того, как согласно решению Конституционного суда от 4 марта 2016 года выборы Президента стали путём прямого голосования граждан. Утвержден первый раунд голосования 30 октября 2016 года с коэффициентом участия 50,95 %, а 1/3 избирателей в избирательных списках превышено. Поскольку ни один из 9 кандидатов на пост президента Молдовы не собрал 50 % голосов, в соответствии с законом, второе голосование было организовано 13 ноября 2016 года. Борьба была дана первыми двумя кандидатами, которые получили наибольшее количество голосов 30 октября — Игорь Додон и Майя Санду. Присутствующих на голосование было 53,45 %, а Президентом Республики Молдова был избран Игорь Додон.
На парламентских выборах, которые состоялись 24 февраля 2019 года, приняли участие представители 15 политических партий. Явка избирателей на выборах составила 50,57 %, по результатам выборов первое место заняла Партия социалистов Республики Молдова (35 мандатов), за ней следуют Демократическая партия Молдовы (30 мандатов), блок ACUM (26 мандатов), партия Шор (7 мандатов), 3 мандата получили независимые кандидаты.
На досрочных парламентских выборах 2021 года большинство (52,8 % голосов) получила пропрезидентская Партия «Действие и солидарность».

Политические группы в 2021:
Правительство (63)
Действие и солидарность (63)
Оппозиция (38)
Блок коммунистов и социалистов (ПКРМ + ПСРМ) (10 + 22)
Шор (6)

## Внешняя политика
Член СНГ, республика является участником примерно 330 соглашений СНГ; в начале февраля 2023 года Молдова отозвала своего постоянного представителя в МПА СНГ, тогда же министр иностранных дел и европейской интеграции Нику Попеску заявил, что РМ начинает процесс выхода из нескольких десятков соглашений в рамках СНГ, 17 мая председатель парламента Игорь Гросу объявил о решении инициировать процедуру выхода РМ из Соглашения о Межпарламентской ассамблее Содружества Независимых Государств (МПА СНГ)

### Европейский союз

Молдова и Евросоюз

Объём осуществлённых программ финансовой поддержки Молдовы со стороны Евросоюза составил в 1991—2009 годах лишь 270 млн евро. Роль ЕС во внешней торговле страны постепенно увеличивалась: в 2004—2011 годах доля стран ЕС-27 в молдавском экспорте увеличилась с 41 до 49 % (доля стран СНГ-12 в этот период упала с 51 до 42 %). Соглашение о партнёрстве и сотрудничестве между ЕС и Молдовой, в основном посвящённое торговому и финансовому сотрудничеству, вступило в силу в 1998 году. В феврале 2005 года Евросоюз принял План действий ЕС — Молдова в рамках программы Европейской политики соседства, который ставил целью поддержать усилия Молдовы по «дальнейшей интеграции в экономические и социальные структуры Европы». В марте 2005 года был назначен специальный представитель Евросоюза в Молдове, мандат которого планировалось сфокусировать на согласовании вклада ЕС в разрешение приднестровского конфликта, а осенью того же года открылось официальное представительство ЕС в Кишинёве.
- 12 января 2010 года Молдова начала переговоры с Евросоюзом о подписании соглашения об ассоциированном членстве[103].
- 11 ноября 2010 года премьер-министр республики Владимир Филат заявил, что Молдова подаст заявку на вступление в ЕС в 2011 году[104][105][106].

Весной 2011 года в Кишинёве прошёл экономический форум «ЕС-Молдова», инициированный Польшей, премьер-министр которой заявил, что Польша «во время председательства в ЕС с 1 июля 2011 года будет безоговорочно поддерживать Молдову на её европейском пути и прилагать усилия по разрешению приднестровского конфликта».
В итоге 29 ноября 2013 года Молдова предварительно утвердила соглашение об ассоциированном членстве в ЕС.
Важным этапом взаимоотношений стало утверждение Директивы Европейской Комиссии о «либерализации визового режима со странами — членами ЕС и странами — участницами Шенгенского Соглашения» в 2014 году.
- 23 июня 2022 года на саммите ЕС было принято решение[109] предоставить Молдове статус кандидата в ЕС.

Президент республики Майя Санду прокомментировала это событие:
Исторический день для Молдовы: Евросовет предоставил нам статус страны-кандидата на вступление в Европейский Союз. Мы начинаем путь в ЕС, который принесёт молдаванам рост благосостояния, даст больше возможностей и обеспечит больше порядка в стране.

Нам предстоит сложная дорога, которая потребует напряжённой работы и массы усилий — и мы готовы пройти её вместе, чтобы обеспечить лучшее будущее для наших граждан. У Молдовы есть будущее — в Европейском Союзе!

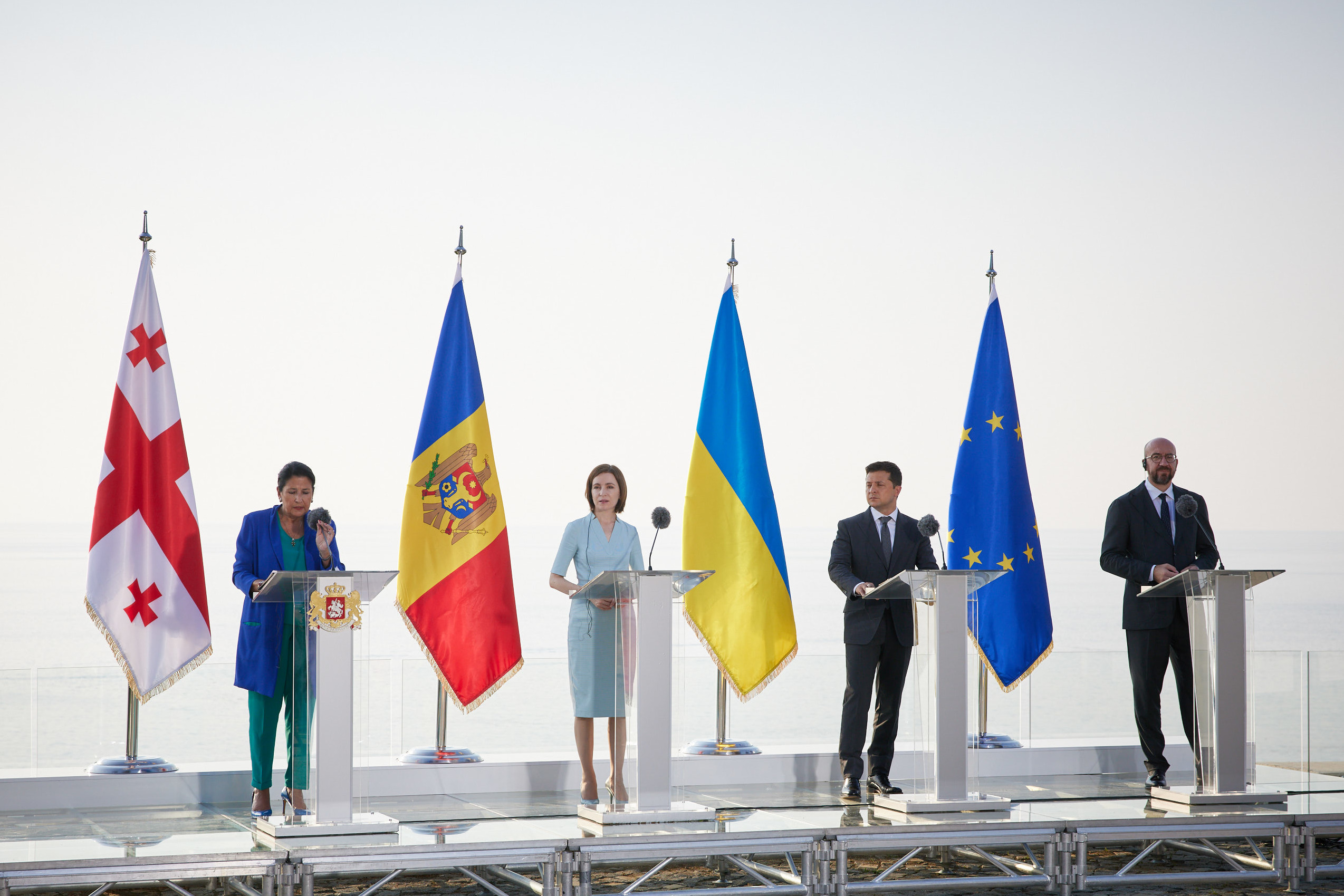
Президент Грузии Саломе Зурабишвили, Президент Республики Молдова Майя Санду, Президент Украины Владимир Зеленский и Президент Европейского Совета Шарль Мишель во время Батумской международной конференции 2021 года. В 2014 году ЕС подписал соглашения об ассоциации со всеми тремя государствами

### Украина
Протяжённость границы между Молдовой и Украиной — 985 км. Украинцы являются второй по величине этнической группой в Молдове после молдаван (442 346 человек, которые составляют 11,2 % от всего населения). Молдаване являются четвёртым по численности национальным меньшинством на Украине (по состоянию на 2001 год на Украине насчитывалось 258 600 молдаван, то есть 0,5 % всего населения страны).
С момента образования Молдавского княжества молдаване проживали на Украине, а украинцы в Молдове. Известным молдаванином, который жил в Киеве и внёс чрезвычайно важный вклад в украинскую культуру, был Пётр Могила (1596—1647). С молдаванами связаны район Одессы Молдаванка и местность в Киеве Бессарабка.
В 1870—1885 годах в Сучаве (Южная Буковина) жил Николай Устиянович, украинский поэт и общественный деятель, организатор Собора русских учёных, автор слов песни «Верховина, свет ты наш». В городе Гурагумора (Южная Буковина) родилась Ольга Кобылянская.
Из современников в Молдове родились Сергей Тигипко (Синжерейский район), Анатолий Кинах (Единецкий район) и Кира Муратова (г. Сороки). Гражданами Украины — этническими молдаванами из Черновицкой области являются София Ротару, Иво Бобул и Лилия Сандулеса.
Этнической украинкой (в семье были также русские и молдаване) является известная современная румынская певица Анна Леско, которая родилась и жила до 17 лет в Кишинёве. Этническим украинцем из Одесской области (с. Марковка), проживающим в Молдове, является известный молдавский, советский и российский футболист и тренер сборной Молдовы по футболу в 2006—2009 годах Игорь Добровольский.

### Россия
В 2006 году возник дипломатический конфликт, после того, как 27 марта того же года Роспотребнадзор ввёл запрет на экспорт молдавских вин в Россию, нанеся серьёзный ущерб экономике Молдовы, аргументировав это тем, что большой объём ввозимой в РФ алкогольной продукции не отвечает санитарной безопасности. После этого Роспотребнадзор выдал разрешения на ввоз для семи предприятий, но президент Воронин запретил им экспорт до полного урегулирования проблемы. Летом 2007 года более 40 молдавских предприятий вновь прошли санитарно-эпидемиологическую экспертизу и поставки были возобновлены.
2 июля 2014 года парламент Молдовы ратифицировал соглашение об ассоциации с ЕС, подписанное 27 июня в Брюсселе.
7 июля на совещании у премьер-министра России Дмитрия Медведева первый вице-премьер Игорь Шувалов пригрозил исключить Молдову из зоны свободной торговли СНГ, что приведёт к переходу на режим наибольшего благоприятствования, который устанавливает средневзвешенный тариф на поставки товаров размером 7,8 %. Следом Минэкономразвития подготовило правительственное постановление, согласно которому Россия намерена в одностороннем порядке ввести пошлины на некоторые виды молдавской продукции (вино, мясо, зерно, сахар, фрукты и овощи).
18 июля Россельхознадзор запретил ввоз в Россию молдавских яблок, груш, айвы, абрикосов, вишни и черешни в связи с возможным занесением вредителя — бабочки плодожорки восточной. Под запрет также попали персики, нектарины, сливы и терн. 21 июля Роспотребнадзор объявил о приостановке ввоза на территорию РФ молдавской консервированной плодоовощной продукции из-за нарушений требований законодательства в области защиты прав потребителей.
В начале июля 2014 года в Молдове было запрещено вещание российского федерального телеканала «Россия-24» за пропаганду, а также искажённое, по мнению молдавских властей, освещение событий на Украине.
В 2022 году власти Молдовы осудили российское вторжение на Украину.

### Международные соглашения и конвенции
19 июня 2006 года Молдова присоединилась к Гаагской конвенции 1961 года. 16 марта 2007 года конвенция вступила в силу. Данная Конвенция отменяет требование легализации иностранных официальных документов для стран-участниц Конвенции. Конвенцией устанавливается специальный знак (штамп), проставляемый на официальные документы, созданные в одном государстве и подлежащие передаче в другое государство, заменяющий процедуру консульской легализации, — апостиль. База Данных Апостилированных Документов.

## Экономика
Молдова относится к категории аграрно-индустриальных стран. По объёму ВВП по ППС на душу населения на 2019 год занимает 94-е место в мире и предпоследнее среди стран Европы.
По уровню национальной конкурентоспособности в 2014 году занимала 82-е место в мире.
Преимущества. Низкая инфляция (3,3 %). Относительно высокие темпы экономического роста (выше среднего по Европе) и низкий государственный долг (ниже среднего по Европе). Ещё относительно дешёвая, и хорошо образованная, в сравнении со странами Европы, рабочая сила.
Слабые стороны. Скудная сырьевая база, высокий уровень коррупции. Медленно продвигающиеся рыночные реформы. Малый объём инвестиций в инфраструктуру и НИОКР. Самая большая проблема, увеличивающийся с каждым годом дефицит трудоспособной рабочей силы и рост количества пенсионеров, в связи с низкой рождаемостью и высокой эмиграцией населения в другие, более богатые, страны мира.
Объём ВВП по ППС за 2014 год составил $ 17,72 млрд — 148-е место в мире. Темпы экономического роста, зафиксированные в 2014 году, — около 4,6 % (159-е место в мире). Доходная часть государственного бюджета за 2014 год — $ 2,922 млрд, расходная — $ 3,15 млрд, дефицит бюджета — 2,9 % от ВВП.

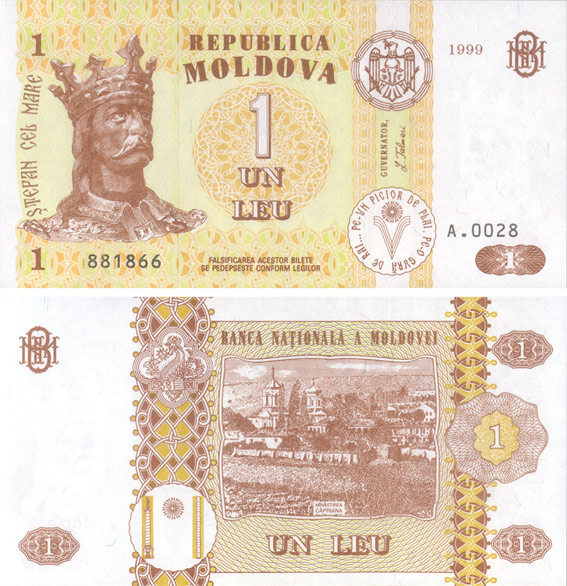
Молдавский лей

Климат Молдовы благоприятствует сельскому хозяйству. В стране нет месторождений минеральных ресурсов, за исключением месторождений нерудных полезных ископаемых — котельца (известняковый стеновой камень) и сырья для производства цемента, в связи с чем экономика страны основана на сельском хозяйстве. Практически все энергетические ресурсы импортируются. 80 % электроэнергии ранее поставлялись со стороны непризнанной Приднестровской Молдавской Республики, где расположена Молдавская ГРЭС, с апреля 2017 года Молдова стала закупать электроэнергию из Украины.

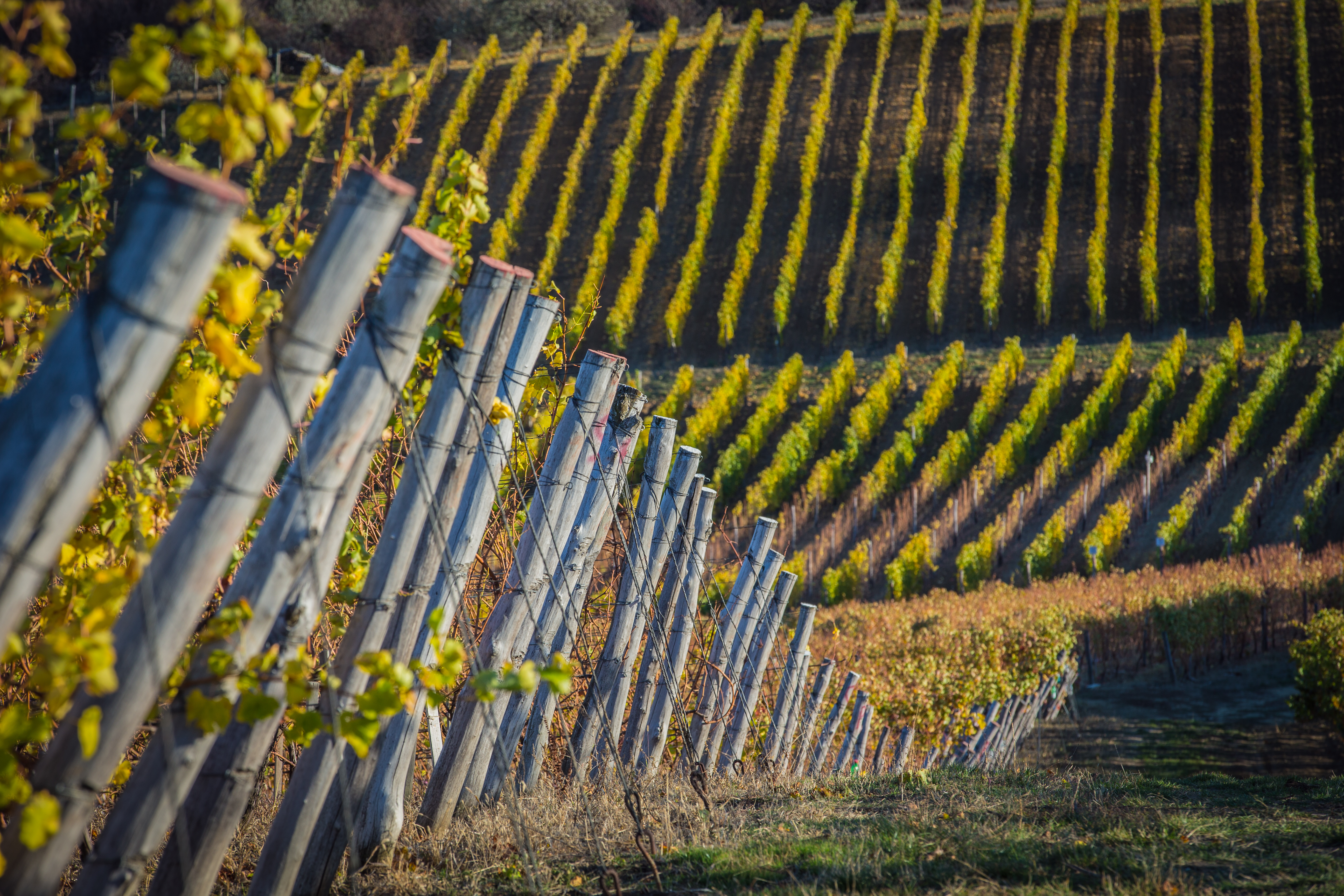
Виноделие играет важную роль в экономике Молдовы

По данным Генерального Директората Европейской комиссии по торговле, объём экспорта Молдовы составил в 2012 году 1,6 млрд евро. Основные статьи экспорта — продовольственные товары, текстиль. Основные импортёры: Европейский союз (54,6 %), Украина (19,4 %), Россия (8,1 %), Беларусь (5,4 %), Турция (4,8 %).
Объём импорта в 2012 году составил 4,033 млрд евро. Основные статьи импорта — минеральное сырьё и топливо, машины и оборудование, химикаты, текстиль. Основные экспортёры — Европейский союз (53,5) %, Россия (21 %), Украина (6 %), Турция (6 %).
Публичный национальный бюджет 2012 года был закрыт с дефицитом в 1837,9 млн леев. Доходы составили 33 526,1 млн леев, расходы — 35 364 млн леев.
Валютные резервы Национального банка Молдовы в 2013 году составили $ 2,71 млрд.
Уровень инфляции в Молдове в 2014 году составил 5,1 %.
В 2005 году была признана Всемирным банком беднейшей страной Европы с расчётным подушевым ВВП за 2008 год, по данным ЦРУ США, среднемесячной зарплатой является 5227 леев или $ 260. Среднемесячная зарплата на 2023 год является 12 357 леев (Т3 2023) или 650 евро.

### Туризм
Несмотря на выгодное географическое расположение в Европе, Молдова до сих пор является одной из наименее посещаемых стран этого континента. Страну ежегодно в среднем посещают 4 млн иностранцев, но 4/5 из них это граждане соседних Украины и Румынии, а также России и Беларуси. Из дальних стран больше всего приезжают в Молдову граждане Италии, Турции, Германии, Испании, Болгарии и Израиля. В рейтинге безопасности Молдова находится на 59-м месте из 133 стран.
Наиболее популярными среди туристов городами являются Кишинёв, Тирасполь, Бельцы, Бендеры (Бендерская крепость), Орхей, известный своим средневековым городом Старый Оргеев, Сорокская крепость, а также расположенный на берегу Днестра курорт Вадул-луй-Водэ. К основным туристическим достопримечательностям Молдовы относят крупнейшие в Европе винные подвалы Криково и Малые Милешты, а также средневековые монастыри.

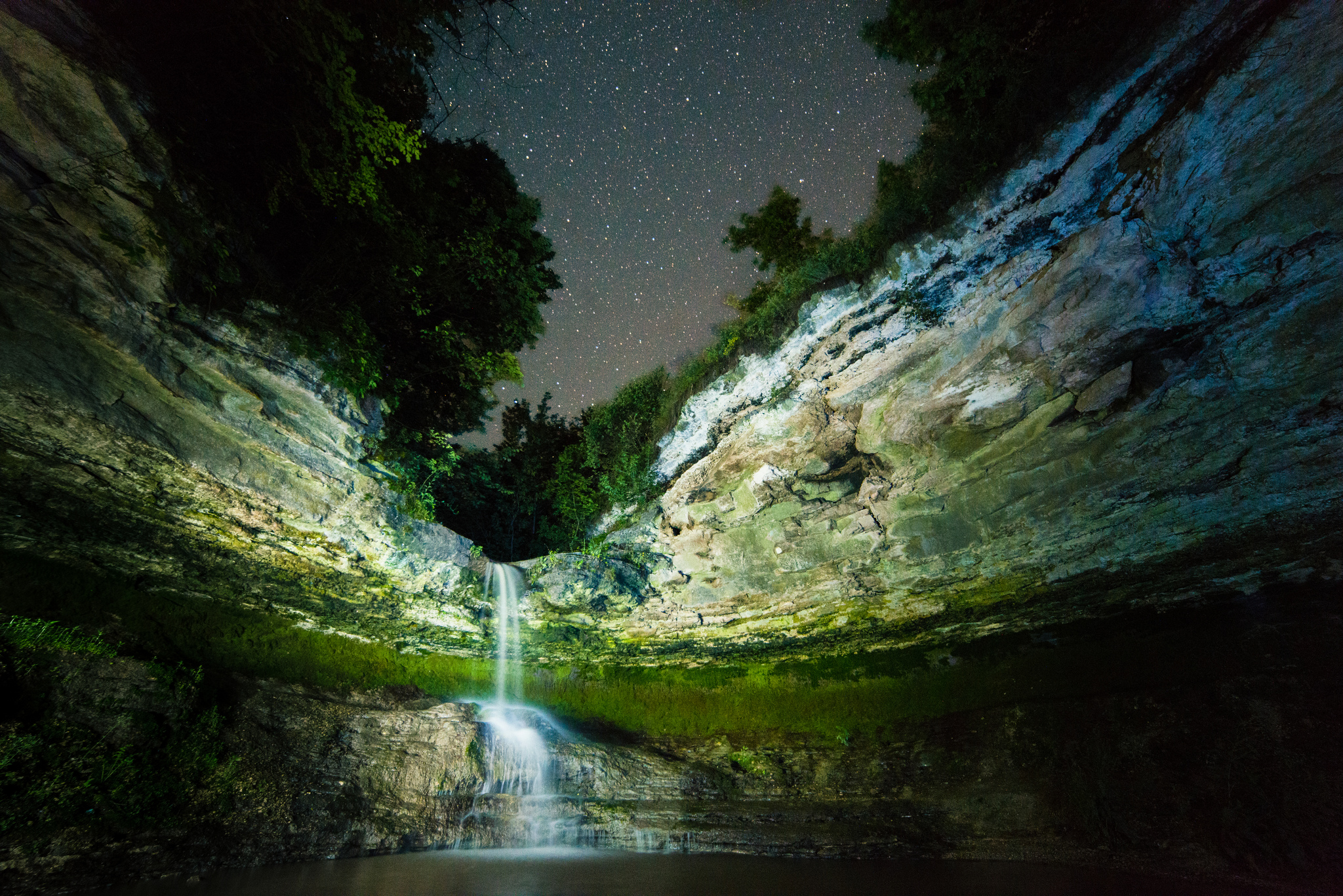
Водопад в Сахарне
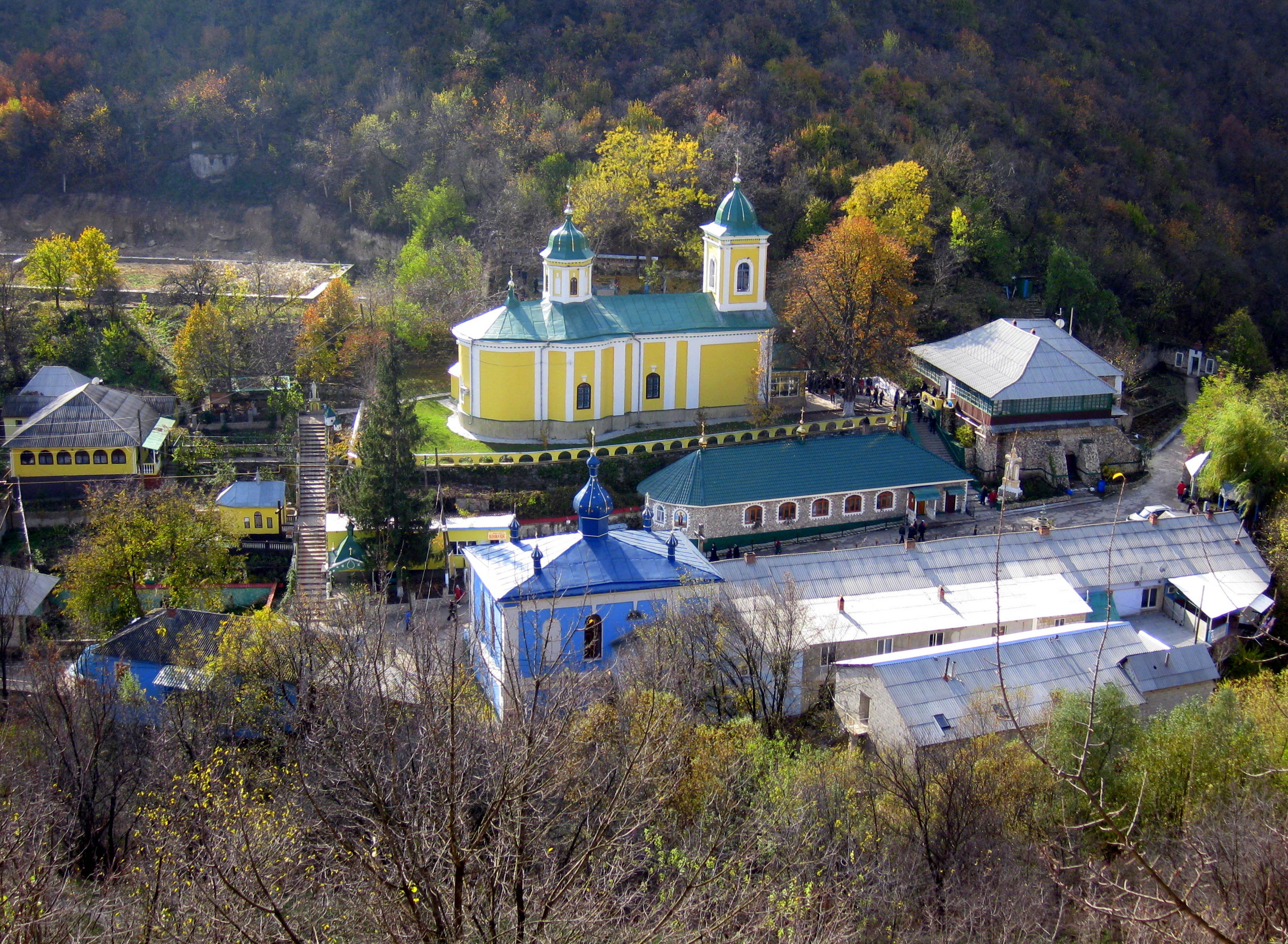
Сахарнянский монастырь
Озеро Кагул
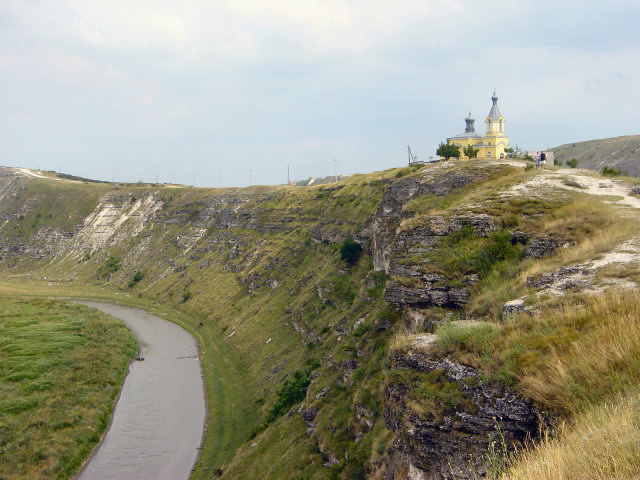
Монастырь на реке Реут у села Бутучаны
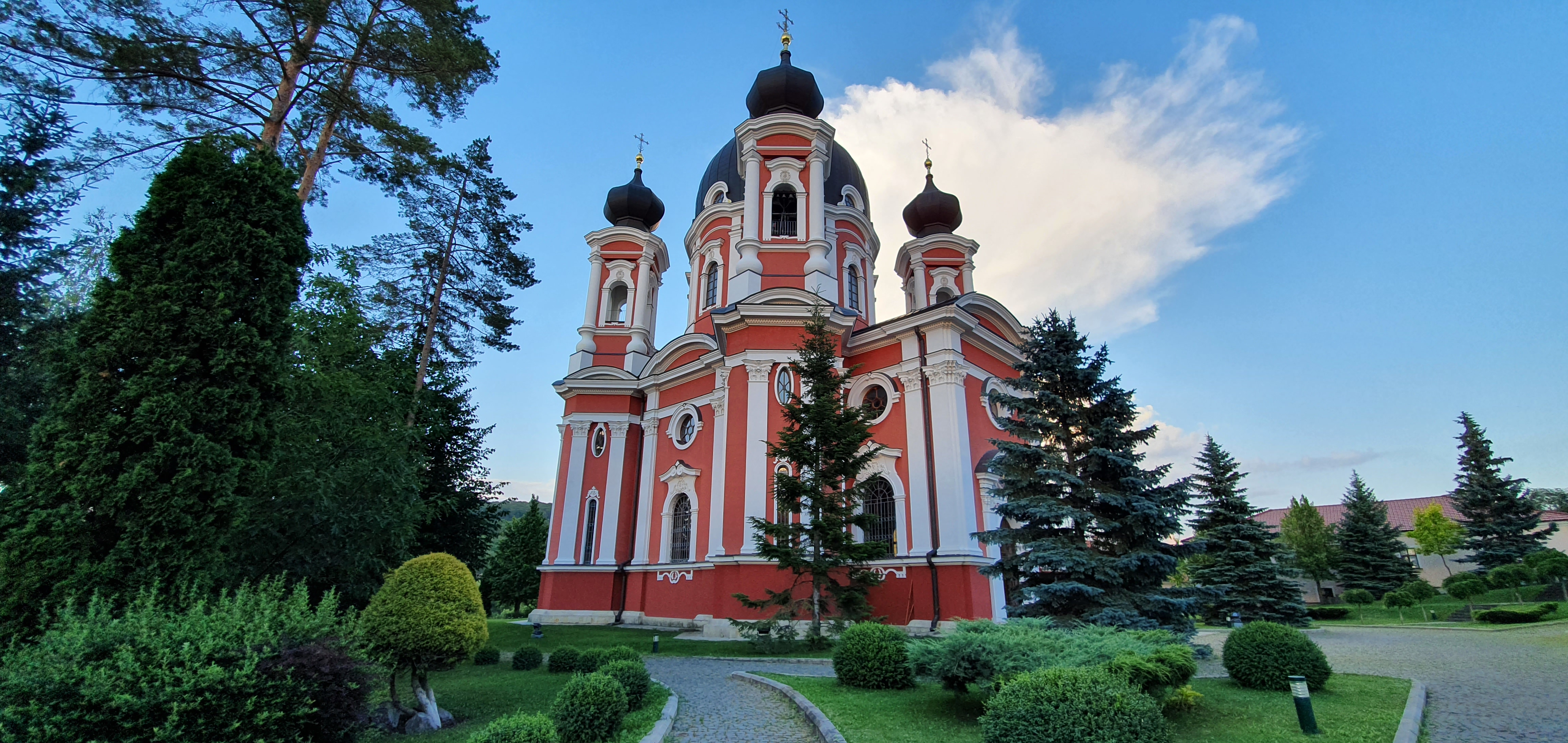
Курковский монастырь в Оргеевском районе

#### Правила въезда
С 2014 года между Республикой Молдова и странами Евросоюза введён безвизовый режим пересечения границы. Для посещения Молдовы граждане следующих стран не нуждаются в визе: Азербайджан, Армения, Беларусь, Грузия, Казахстан, Кыргызстан, Россия, Таджикистан, Туркменистан, Узбекистан, Украина. С января 2007 года безвизовый режим был введён для граждан США, Канады, Японии, Швейцарии и Израиля, а с 2012 года распространён и на граждан Турции. По состоянию на 2020 год граждане 103 стран могут въезжать в Молдову без визы на срок до 90 дней в течение любого 180-дневного периода.

## Транспорт

### Железнодорожный транспорт

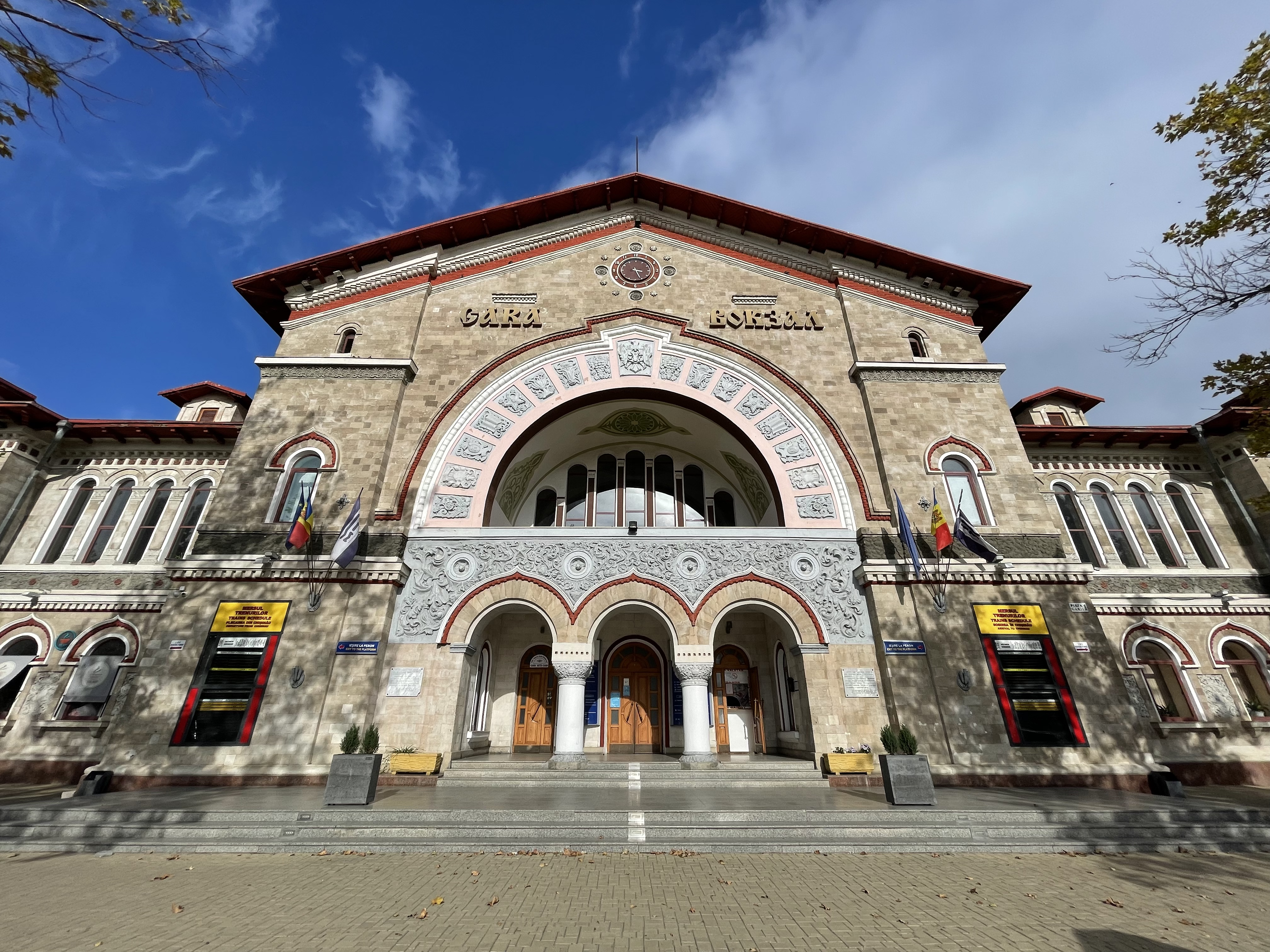
Кишинёв — главная железнодорожная станция столицы Молдовы

Первая железнодорожная линия на территории Молдовы была проложена в 1865 году от станции Раздельная до станции Кучурган. В 1867 году эта дорога была продлена до Тирасполя, а в 1871 году до Кишинёва. В 1873 году началось движение на участке Кишинёв — Корнешты, а в 1875 году линия была продлена до Унген. На 2018 год эксплуатационная длина дороги составляет 1151 км, из которых 472 км оснащены системами автоматической блокировки. В железнодорожной сети Республики Молдова насчитывается 80 отдельных станций и пунктов, из которых 57 станций — грузовых, 41 станция — пассажирская. Чаще всего железнодорожное сообщение используется для промышленных целей и транспортировки грузов.
Управление железной дорогой осуществляет государственное предприятие «Calea Ferată din Moldova». Территориально находится в Кишинёве. Основа передвижного состава формируется из дизель-поездов D1M. С 2020 года в страну поставляются тепловозы ТЭ33АС, созданные в Казахстане по лицензии американской компании GE Transportation. Также в эксплуатации «Железной дороги Молдовы» находились такие советские модели как ЧМЭ3, М62, ТЭ10. Согласно Национальному бюро статистики на 2020 год в Молдове было 146 локомотивов, 4586 грузовых вагонов и 264 вагона для перевозки пассажиров.
Основными направлениями международного сообщения к концу 2010-х годов были Москва, Санкт-Петербург, Киев, Одесса, Яссы, Бухарест. В связи с отсутствием спроса, финансирования и устаревшим подвижным составом, а также с начавшейся пандемией коронавируса международное сообщение было приостановлено. На настоящий момент сообщение действует с румынскими городами Яссы и Бухарест. Между Молдовой и Румынией существует разрыв колеи. В Молдове на данный момент преимущественно используется русская колея, тогда как Румыния использует европейскую. Наиболее важным участком для перестановки вагонов является участок Унгены — Яссы.
С 2021 года было приостановлено движение местных и пригородных поездов из-за их убыточности.

### Воздушный транспорт

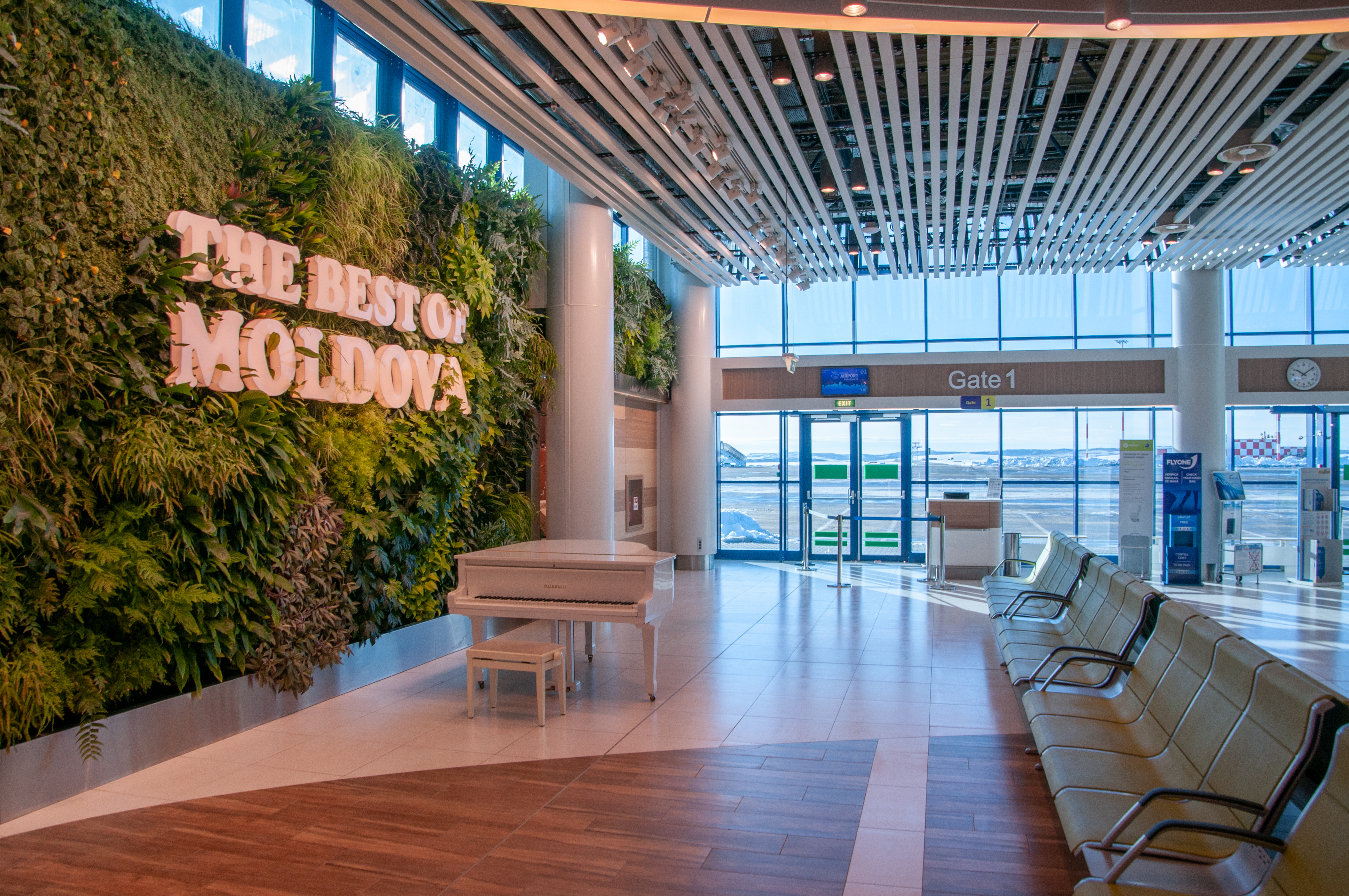
Зал кишинёвского аэропорта (2019)

Главный аэропорт страны — Международный аэропорт Кишинэу. Является единственным вариантом для прибытия в Кишинёв. Сертифицирован также аэропорт Бельцы-Лядовены, однако он периодически работает для чартерных полётов и грузовых рейсов. Остальные аэропорты, располагающиеся на территории государства, не функционируют.
Национальным перевозчиком гражданской авиации Молдовы является Air Moldova, основанное 12 января 1993 года указом президента. 13 июля 2004 года авиакомпания стала членом IATA. В активе компании современный флот, состоящий из самолётов типа Airbus — А319, А320 и А321. Также в Молдове работают два лоукостера — FlyOne, основанный в 2016 году и HiSky, основанный в 2020 году. Согласно Национального бюро статистики в 2021 году было перевезено 838,1 тыс. пассажиров. Максимальное количество перевезённых пассажиров за год пришлось на 2018 год — 1628,2 тыс. чел.
В 2019 году Молдова находилась на 12-м месте в рейтинге стран с самыми дешёвыми авиабилетами по международному направлению. Средняя стоимость авиаперелёта в расчёте на 100 км обходилась пассажиру в $7,37.

### Наземный транспорт
Дороги в Молдове согласно законодательству подразделяются на магистральные и республиканские. Магистральные дороги служат для соединения с дорожными сетями соседних стран. Республиканские соединяют города и районные центры, иногда доходя до границы. Все магистральные дороги, кроме М4, проходят через Кишинёв. Общая длина дорог 12730 км, из которых заасфальтировано 10973 км.
Основным транспортным средством для перемещения по Молдове является автомобиль. Благодаря тому, что Молдова компактная страна (с юга на север 450 км, с запада на восток 200 км), время передвижения на автомобиле не намного уступает остальным видам транспорта, а стоимость остаётся более дешёвой. Также в Молдове широко распространено передвижение на такси. По данным портала Numbeo, пользователями указана средняя стоимость за километр в размере 4,5 лей.
Общественный транспорт представлен автобусами, в том числе микроавтобусами, и троллейбусами. Длина троллейбусной сети на 2020 год составляла 306 км по данным Национального бюро статистики без учёта Приднестровья. На конец 2020 года в Молдове также насчитывалось 677 тыс. автомобилей, 21 тысяча автобусов и микроавтобусов, 439 троллейбусов. Среднее расстояние, покрываемое одним пассажиром на общественном транспорте за 2021 год, составило 34,7 км. Стоимость проезда в наземном транспорте столицы республики, Кишинёве, до 1 июля 2023 года составляла 3 лея для автобуса и 2 лея для троллейбуса. Из-за больших расходов на субсидирование общественного транспорта велось постоянное обсуждение повышения его стоимости. С 1 июля 2022 года стоимость проезда на всех видах общественного городского транспорта столицы Молдовы составляет 6 леев.
Основными проблемами развития наземного транспорта чаще всего называется плохое состояние дорог, высокие цены на бензин и износ технических средств.

### Водный транспорт
Полноценная навигация возможна только по реке Дунай из Международного Свободного Порта Джурджулешты, имеющего статус свободной экономической зоны, заложенного в 1996 году и открытого в 2006 году благодаря передаче Украиной Молдове 430 метров побережья Дуная и Прута. В 2020 году общий объём товаров, прошедших через порт, составил 934,7 млн тонн.
На реке Прут навигация возможна между портом Джурджулешты и речным портом Унгень только в период весеннего половодья.
На Днестре судоходство осуществляется на участках от города Сороки до плотины Дубоссарской ГЭС и от плотины ГЭС до устья.
Основной проблемой развития водного транспорта в Молдове является отсутствие финансирования на очистку речных вод и установления глубины, возможной для полноценной навигации.

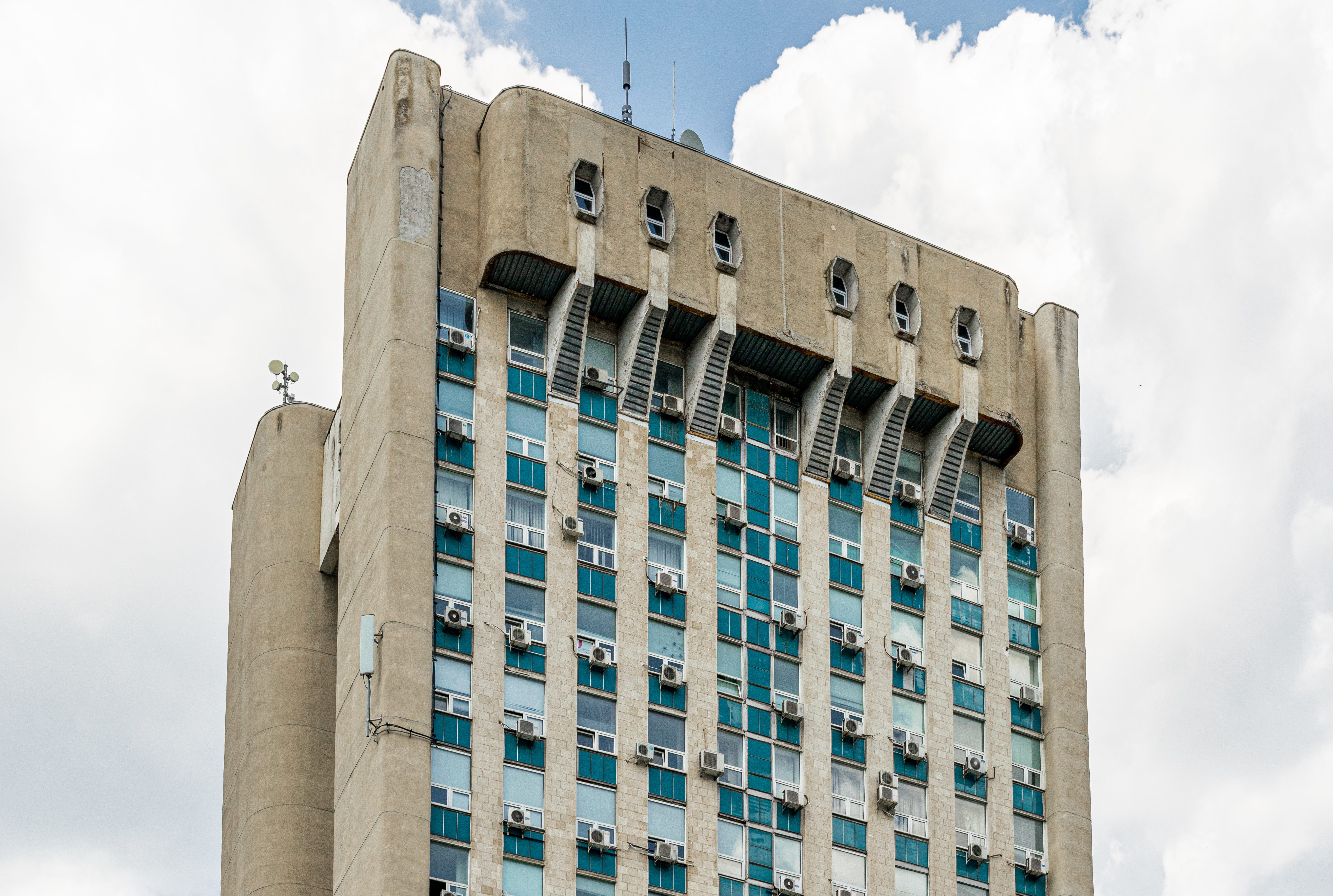
Штаб-квартира национального оператора связи Moldtelecom

## Связь, инфраструктура
Национальным регулятором является Национальное агентство по регулированию в области электронных коммуникаций и информационных технологий (НАРЭКИТ). На территории Молдовы действуют 2 оператора мобильной связи в стандартах GSM и UMTS — Orange, Moldcell и 1 оператор в стандарте CDMA — Unité. Кроме того, есть операторы фиксированной связи — Moldtelecom, EUROTELECOM, I Arax, StarNet, Calea Ferată din Moldova, Sicres и другие. Moldtelecom обладает долей рынка абонентов фиксированных сетей около 95 %. Основные Интернет-провайдеры — Moldtelecom, EUROTELECOM, Arax, StarNet, SunCommunications.
По состоянию на сентябрь 2020 года, покрытие мобильной связью 4G составляет 97 % территории страны, обеспечивая скорость мобильного интернета до 150 Мб/с. Скорость широкополосного интернета достигает 65,76 Мб/с.

### Литература

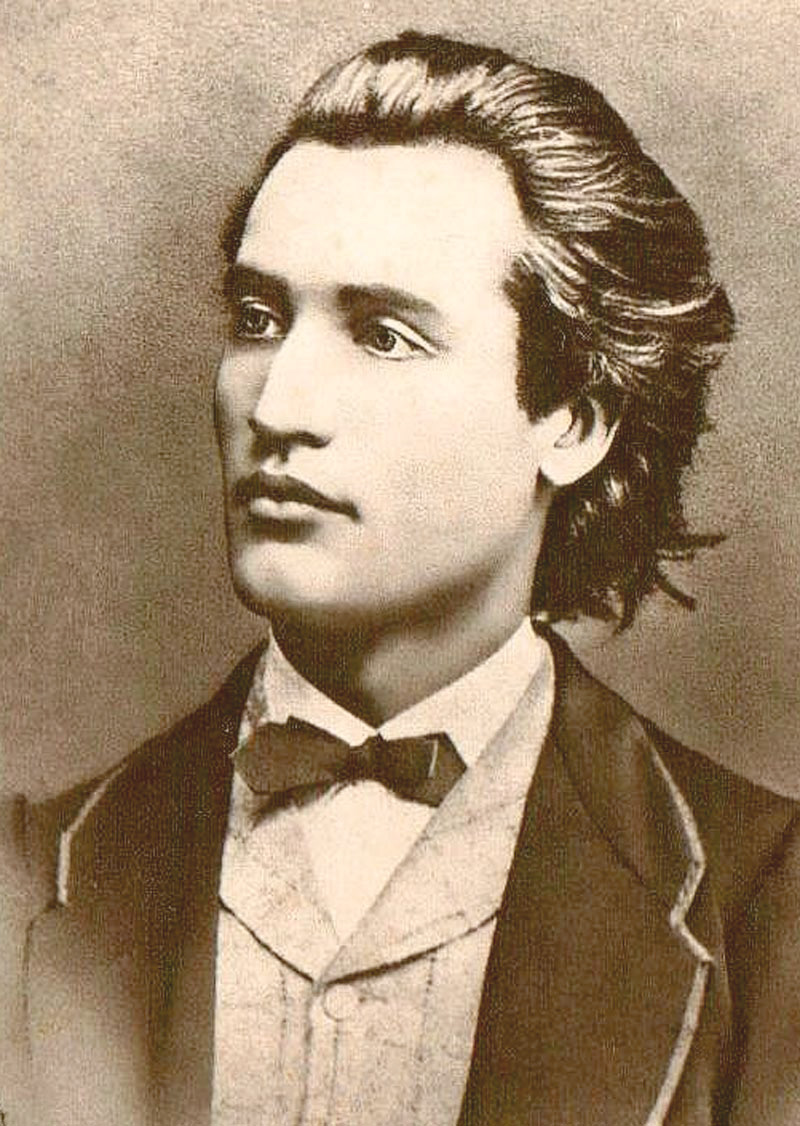
Румынский и молдавский поэт Михай Эминеску

## Культура

### Фольклор
Молдавский фольклор в республике имеет в основе глубокие корни и представляет систему народных верований и обычаев, с конкретным выражением в музыке и танце, в устной поэзии и прозе, мифологии, ритуалах, народном театре и др. Это культурное наследие, в целостности своего проявления, представляет большую, особой ценности область национального искусства, является не только основой его культурной формы, но и продолжила развитие в современную эпоху, добавляя профессиональной культуре её этническую оригинальность.

### Образование
В Молдове имеются 18 государственных и 11 частных высших учебных заведений, а также:
- 1559 школ, гимназий, лицеев;
- 51 колледж;
- 1295 детских садов;
- 8 оздоровительных структур;
- 56 детских лагерей;
- 116 больничных учреждений.

Выпускниками университетов стали:
- 17,4 тыс. человек в 2005 году;
- 104,4 тыс. человек с 1998 по 2005 год.

В 2015 году Румыния выделила 5000 стипендий для обучения в высших школах и университетах для молдавских студентов.

### Наука
От советского прошлого республика унаследовала сеть научных учреждений и университетов. Но за период независимости научная сфера пережила тяжёлый кризис — например, ежегодное число патентных заявок на изобретения в стране сократилось с 533 в 1994 году до 108 в 2011 году.
Академия наук Молдовы — высшее научное учреждение Молдовы, ведущий центр фундаментальных исследований в области естественных и общественных наук в стране. Библиографический учёт ведёт книжная палата.

### Спорт

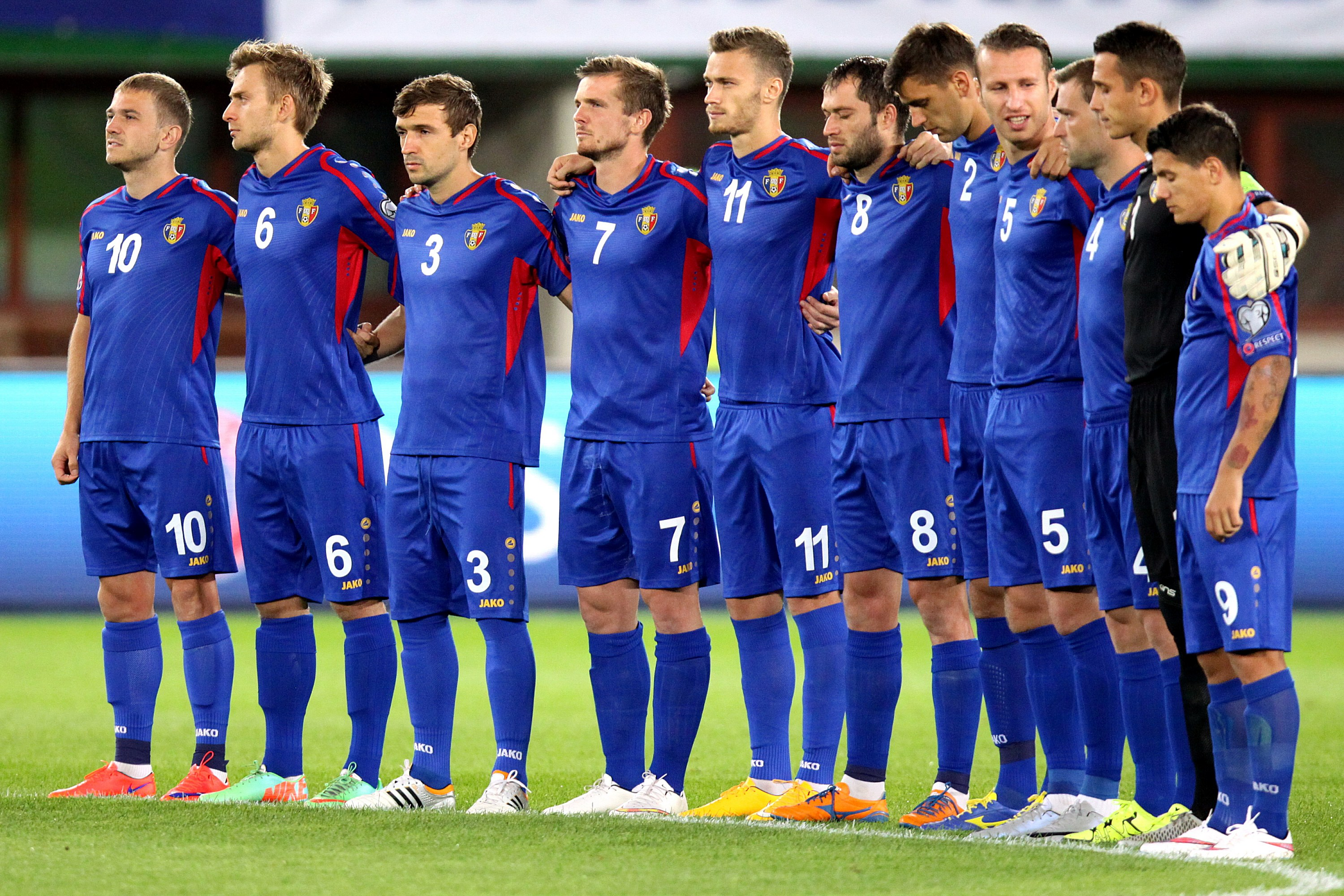
Сборная Молдовы по футболу

Национальный олимпийский комитет Молдовы, как независимого государства, был создан в 1991 году и признан МОК в 1993 году.
Спортсмены Молдовы обычно выступают на международных соревнованиях по велосипедному и конному спорту, плаванию, академической гребле и гребле на байдарках и каноэ, боксу, лёгкой и тяжёлой атлетике, стрельбе из лука, футболу и биатлону, парусному спорту.

### Молдавская кухня

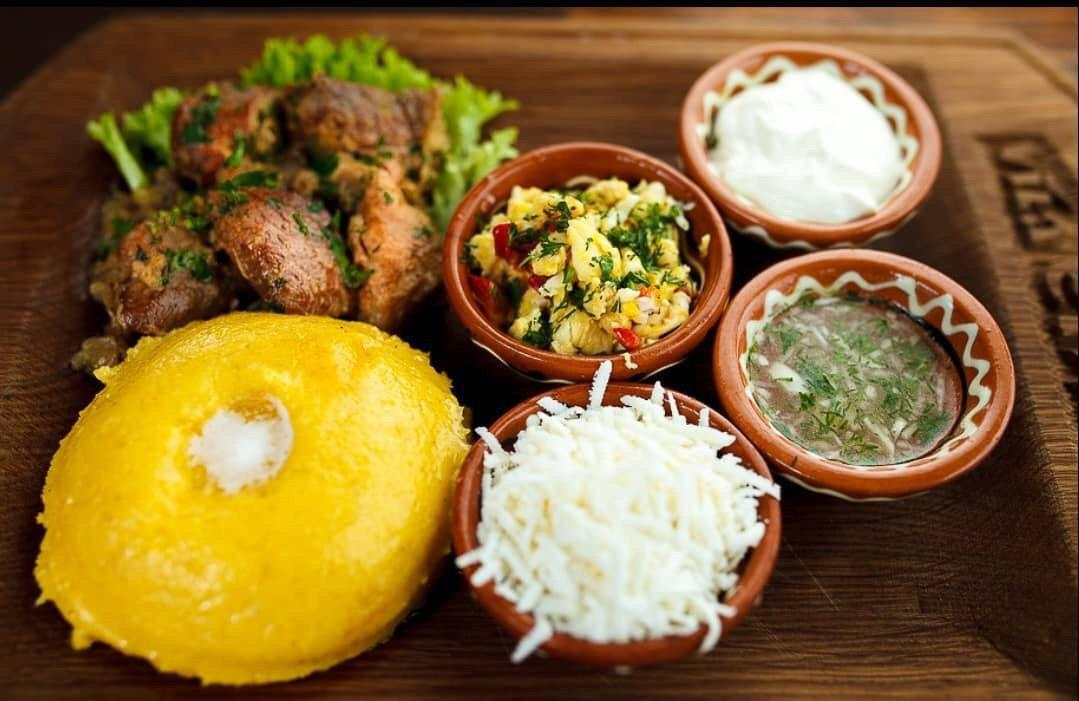
Традиционный молдавский стол с мамалыгой

Молдова расположена в регионе богатых природных возможностей, винограда, фруктов и разнообразных овощей, а также овцеводства и птицеводства, что обуславливает богатство и разнообразие национальной кухни.
Молдавская кухня складывалась под влиянием греческой, турецкой, балканской, западноевропейской, а позже — украинской и русской кухонь, однако она отличается самобытностью.

### Праздники
Среди официальных праздников: Новый год, Рождество, День независимости, День национального языка. Известным молдавским и румынским народным праздником является Мэрцишор — традиционный праздник весны, который отмечается 1 марта.
С советского периода сохранилась традиция отмечать праздники 23 февраля, 8 марта, 1 и 9 мая. Из новых праздников следует отметить Национальный день вина, который праздновался впервые в 2002 году.

## Вооружённые силы

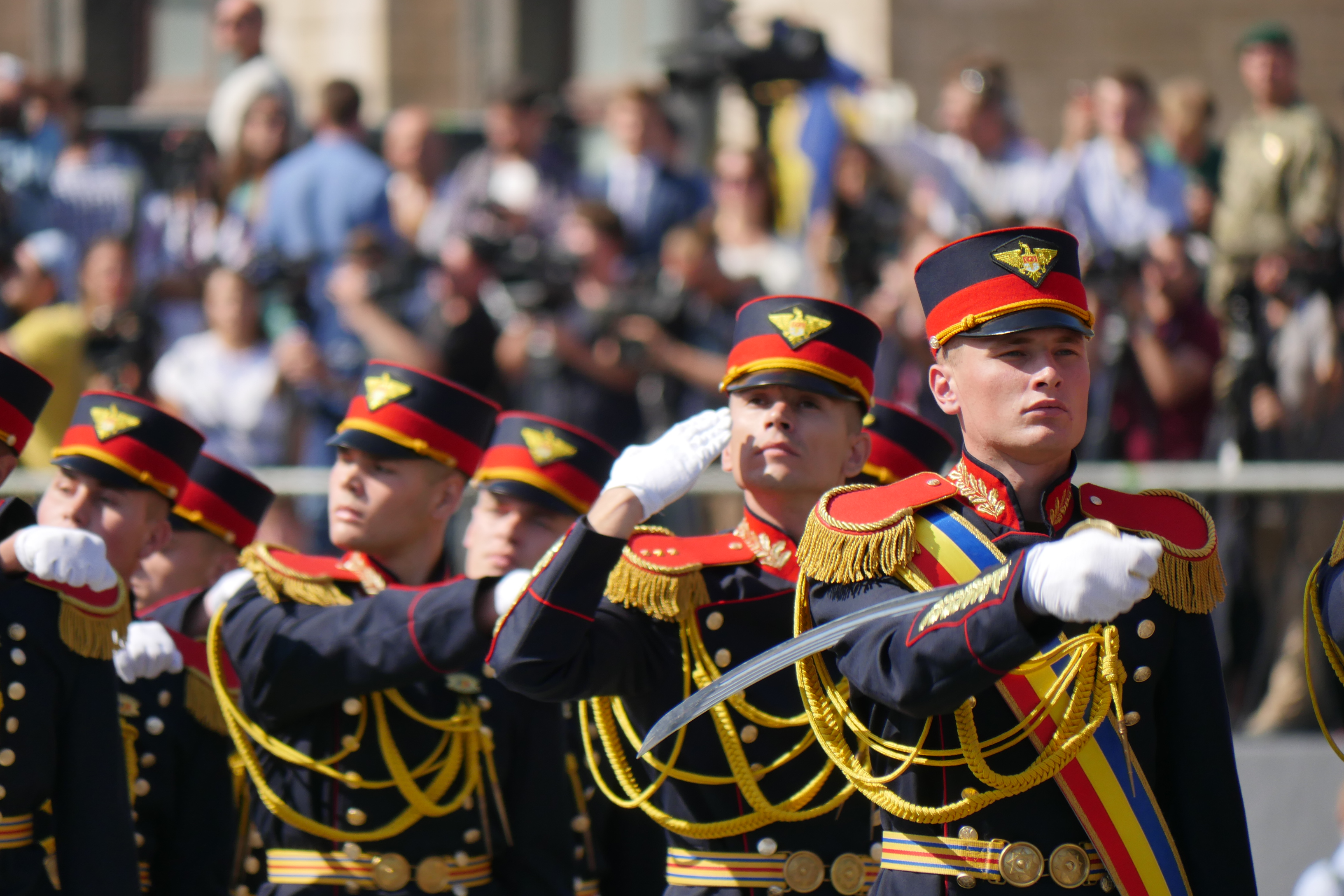
Рота почётного караула Молдавской национальной армии во время Дня независимости Украины, Киев, 2018

Вооружённые силы Молдовы состоят из Национальной армии в составе сухопутных войск, военно-воздушных войск и карабинеров.

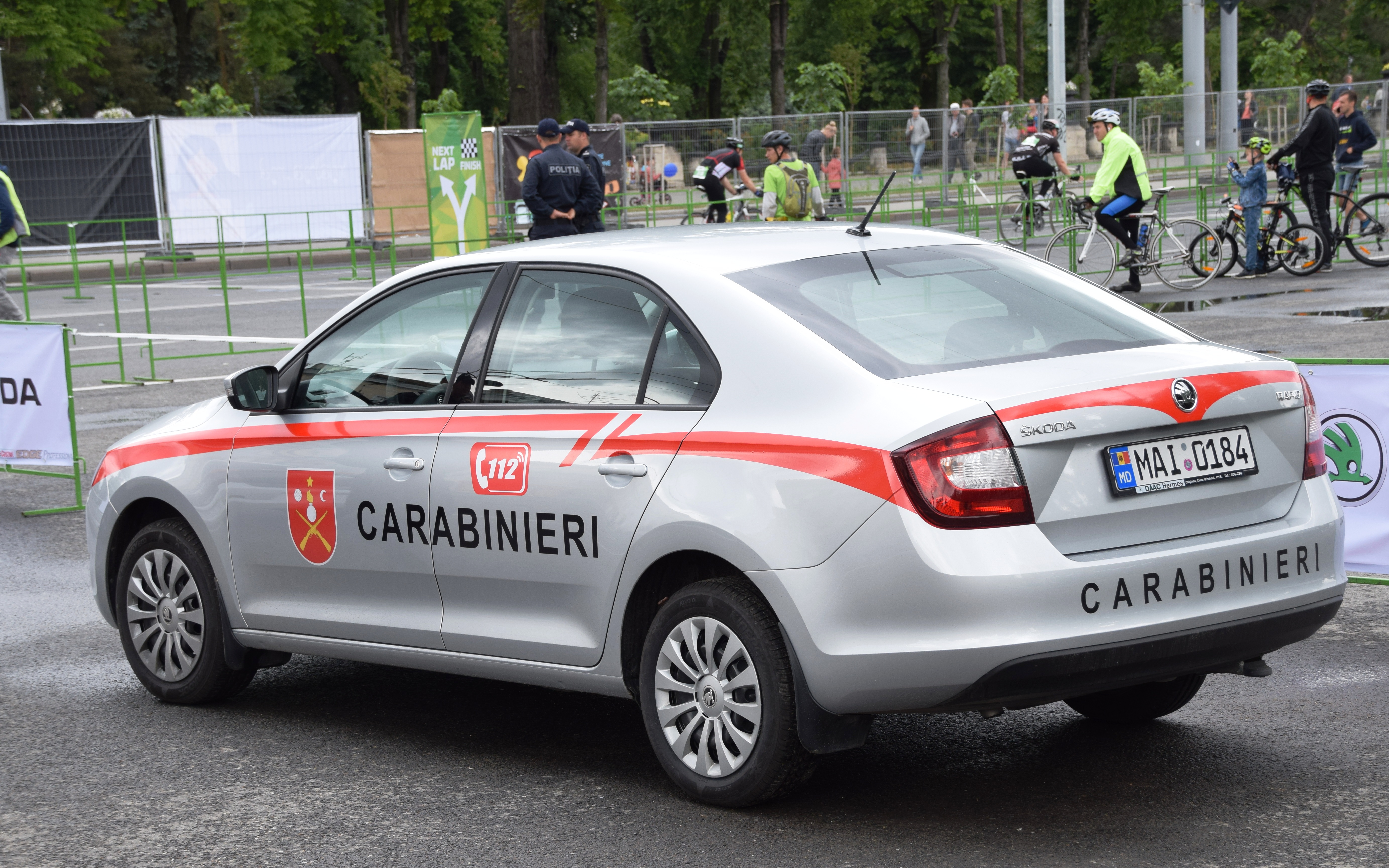
Машина карабинеров в Кишинёве

Первым этапом образования Национальной армии Молдовы как независимого государства был указ Президента № 193 от 3 сентября 1991 г. «Об образовании Вооружённых Сил». Согласно Конституции 1994 года и Концепции национальной безопасности военная безопасность страны обеспечивается её вооружёнными силами.
3 октября 2007 г. в Кишинёве прошла торжественная церемония открытия Центра информирования и документирования НАТО. Индивидуальный план действий партнёрства «Молдова и НАТО» предполагает реформирование всей системы безопасности и обороны страны на принципах НАТО и переход Национальной армии к 2010 году на стандарты Североатлантического альянса.
3 сентября в Молдове отмечается День Национальной армии Республики Молдовы.

### Нейтралитет
Молдова позиционирует себя как нейтральное государство, но с уклоном на политическую и экономическую евроинтеграцию. Статья 11 Конституции Республики Молдова гласит:
- «Республика Молдова провозглашает свой постоянный нейтралитет. Республика Молдова не допускает размещения на своей территории вооружённых сил других государств».

Молдова — одно из трёх нейтральных (в военном отношении) государств на постсоветском пространстве, наряду с Туркменистаном и Узбекистаном, а также одна из 11 в разной степени нейтральных стран Европы.
Таким образом, поскольку нейтралитет Молдовы закреплён в её конституции, у страны нет планов ни по вступлению в НАТО (см. статью Молдова и НАТО), ни в ОДКБ, но из политических и экономических соображений, страна стремится к членству в Европейский союз, Еврозону и Шенгенскую зону. Молдова де-юре является членом СНГ и наблюдателем в ЕАЭС, но с началом президентства Майи Санду де-факто перестала участвовать в них.

## Комментарии
1. ↑  В Молдове долгое время предметом острых споров был вопрос, является ли молдавский язык румынским языком[2]. Современные лингвисты[3] часто рассматривают «румынский» и «молдавский» как разные названия (лингвонимы) одного и того же языка[4][5][6], также указывают молдавский как вариант или диалект румынского[7][8][9], в то время как некоторые источники[10][11][12] перечисляют его среди романских языков наряду с румынским[13]. Во времена СССР в Молдове была введена кириллица, но в 1989 году по закону «О функционировании языков на территории Молдавской ССР» в стране была введена латиница[14]. В 2013 году Конституционный суд Молдовы постановил, что государственным языком в стране является румынский[14].
2. 1 2 3  Контролируется непризнанной Приднестровской Молдавской Республикой.
3. ↑  Включая площадь Приднестровской Молдавской Республики (4 163 км²), являющейся непризнанным государством.
4. 1 2 3 4 5  Без учёта населения непризнанной Приднестровской Молдавской Республики (левобережья Днестра и муниципия Бендеры)